# Fulda-Radweg
Der Fulda-Radweg, auch Hessischer Radfernweg R1 genannt, ist ein 260 km langer Radwanderweg entlang der Fulda von der Quelle an der Wasserkuppe bis Hann. Münden, wo sich Fulda und Werra zur Weser vereinigen, und entlang der Weser bis zur hessisch/nordrhein-westfälischen Grenze in Bad Karlshafen. Er wird ab Gersfeld in der Rhön auch für Ungeübte und Familien empfohlen, für Rennräder ist er nach Baumaßnahmen der letzten Jahre am Radweg in großen Teilen geeignet.

## Charakteristik
Die flachsten und damit familienfreundlichsten Abschnitte sind Gersfeld – Fulda sowie Kassel – Hann. Münden. Auf der Reststrecke gibt es einige Hügel, obwohl der R1 ein Fluss-Radweg ist. Die Strecke ist gut ausgebaut und zu 85 % asphaltiert. Der Rest führt über meist gut befahrbare Schotterwege. Die Beschilderung ist in beide Richtungen durchgängig vorhanden. Die Strecke ist fast vollständig autofrei. Teilweise werden auch wenig bis mäßig befahrene Ortsdurchfahrten genutzt. Am geeignetsten für die Route ist ein Tourenrad mit bergtauglicher Schaltung.

### ADFC-Angaben
Im oberen Teil vor Gersfeld weicht die vom ADFC angegebene Route von der des Routenplanes Hessen ab.
Die ADFC-Route startet auf der Wasserkuppe, führt vorbei an der Fuldaquelle nach Gersfeld. Dagegen startet die Beschilderung des R1 am Ende des Ulstertal-Radweges bzw. an der hessisch/bayrischen Grenze zwischen Bischofsheim-Oberweißenbrunn und Rodenbach als Anschluss zum Rhön-Sinntal-Radweg.
Gesamtlänge 296 km mit 1613 Hm Steigungen und 2362 Hm Gefälle.
Rennradgeeignet ca. 10 %, für den Rest wird ein Tourenrad empfohlen.
Schwierigkeit: ca. 47 % leicht (0–2 %); Rest % mittel (2–6 %).
Verkehrsbelastung: „keine bis geringe“; < 1 % mittlere.
Der ADFC zertifizierte den Fulda-Radweg R1 2012 als 4-Sterne-Qualitätsradroute mit nur vereinzelten schwachen Steigungen sowie als ideale Tour für Familien. Die Flussroute führt durch die waldreiche hessische Mittelgebirgslandschaft zur Weser und ist größtenteils asphaltiert und nahezu autofrei. Ende 2014 wurde der Fulda-Radweg R1 vorerst nicht rezertifiziert. Der Marketing-Arbeitskreis des Fulda-Radwegs R1 hat eine erneute Zertifizierung vorangetrieben, sodass der Fulda-Radweg R1 im Jahr 2022 erneut durch den ADFC als Qualitätsroute mit 4 Sternen ausgezeichnet wurde.

## Streckenbeschreibung

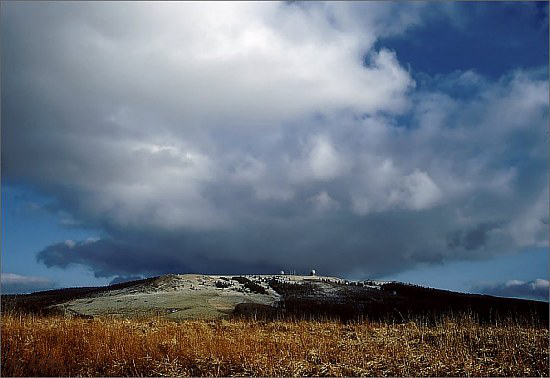
Wasserkuppe
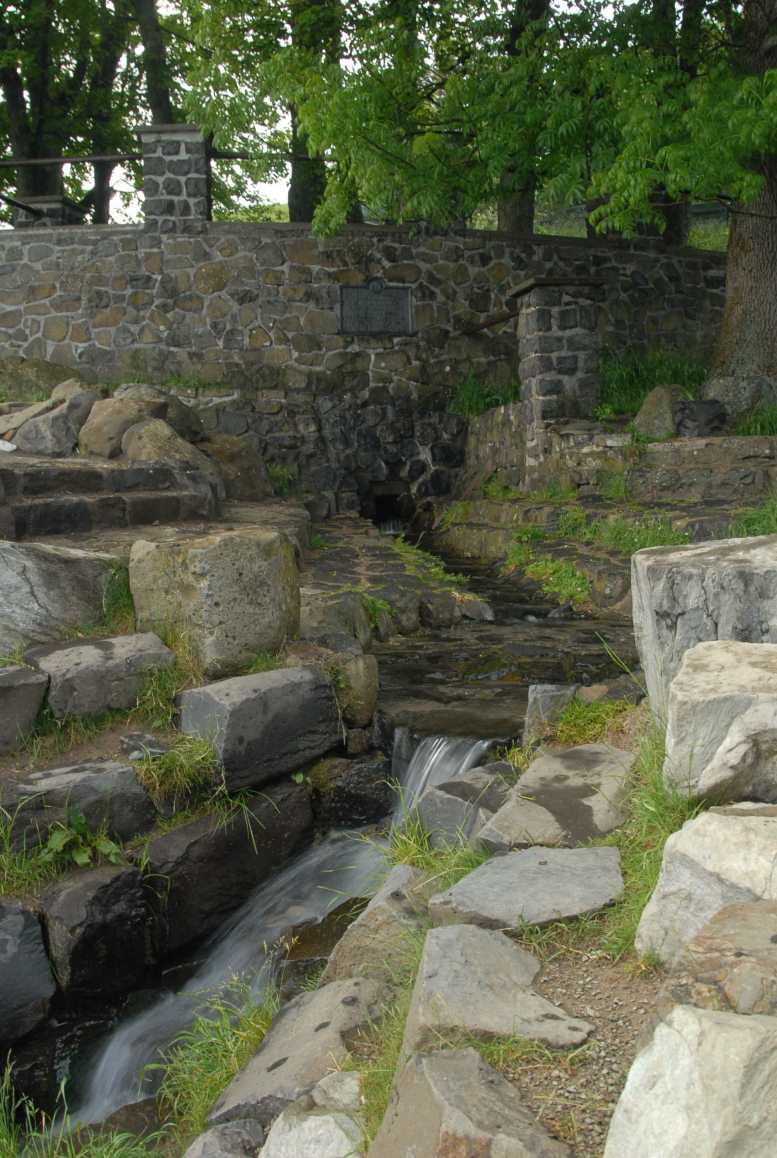
Fuldaquelle an der Wasserkuppe
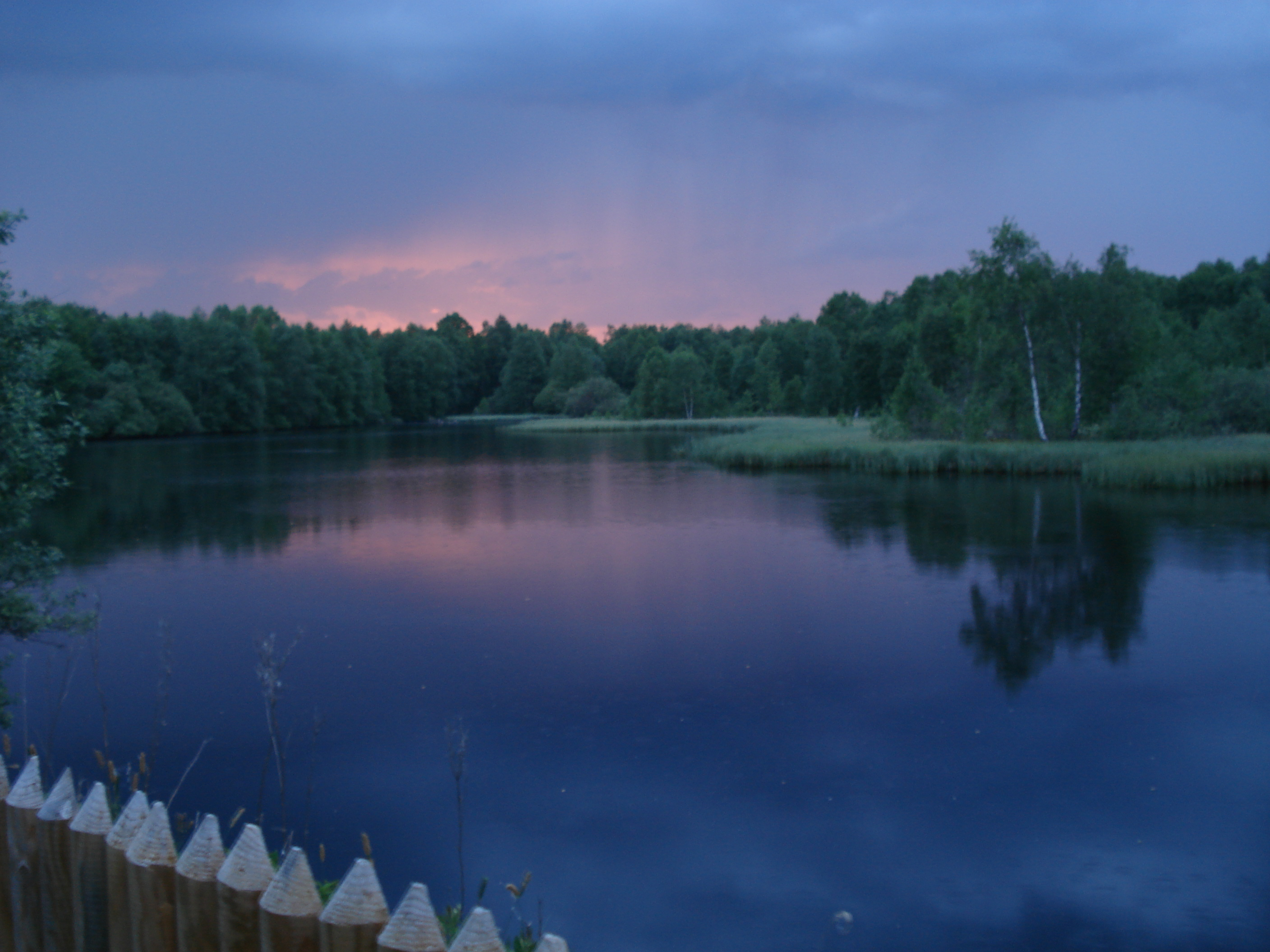
Der Moorweiher des Roten Moores
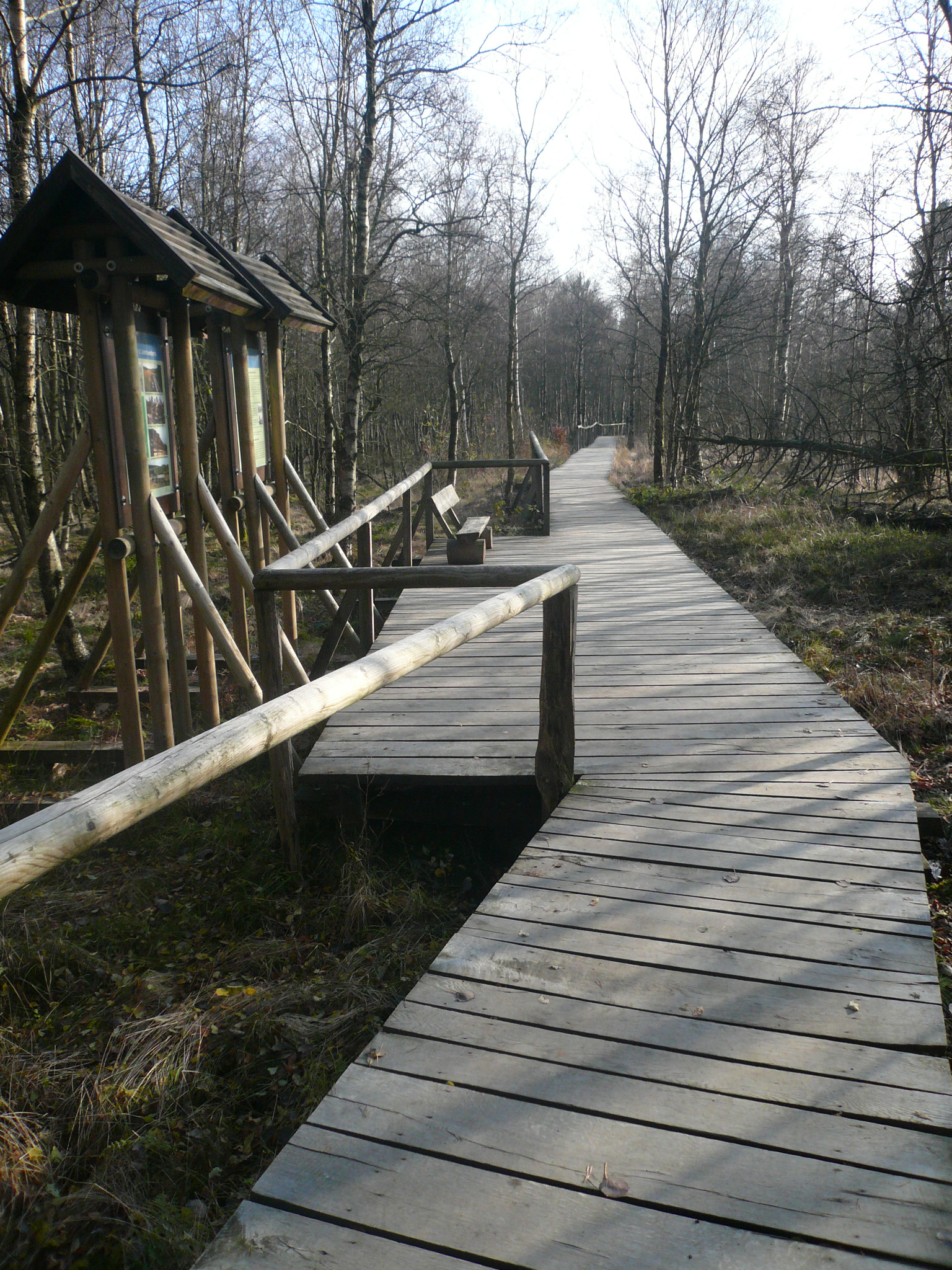
Bohlensteg im Roten Moor

Die Entfernungs- und Höhenmeterangaben wurden dem Hessischen Radroutenplaner entnommen.

### Strecken in der Rhön bis Gersfeld
Abschnitt Wasserkuppe – Fuldaquelle – Gersfeld:
Der ca. 8 km lange Abschnitt startet auf dem höchsten Berg Hessens, der Wasserkuppe (950 m ü. NHN), führt auf der L 3068 vorbei an der Fuldaquelle auf 850 m Höhe nach Gersfeld (492 m). Geschotterte Wege führen mit einem Gefälle von vier bis neun Prozent, entlang der jungen Fulda, direkt nach Gersfeld.
Abschnitt (R1a) Ulsterquelle – Rotes Moor – Gersfeld:
Der mit R1a gekennzeichnete, ca. 11 km lange Abschnitt startet am Rhönradweg auf der Landstraße zwischen Wüstensachsen und Oberelsbach (800 m) und erreicht nach 1,6 km die Ulsterquelle auf 815 m Höhe. Hier startet der Ulsterradweg, der inzwischen Teil des Rhön-Radwegs ist Richtung Werra. Der R1a führt vorbei am Roten Moor Richtung Westen noch bis auf 800 m Höhe, bevor es dann kontinuierlich abwärts nach Gersfeld geht. Erst mit mäßigem Gefälle durch den Wald und danach über 4 km mit bis zu 9 %.
Abschnitt (R1) Bischofsheim in der Rhön – Gersfeld:
Der mit R1 gekennzeichnete, ca. 4 km lange Abschnitt startet an der hessisch/bayrischen Grenze auf dem Radweg zwischen den Orten Rodenbach und Bischofsheim in der Rhön-Oberweißenbrunn, durch welches der Rhön-Sinntal-Radweg verläuft und Gersfeld-Rodenbach auf hessischer Seite. Etwa 400 m nach der Landesgrenze ist der höchste Punkt (720 m) erreicht und mit steigen Gefällen von bis zu 8 % führt die Strecke von der bewaldeten Höhe durch Wiesen und Felder nach Gersfeld.

### Gersfeld – Fulda

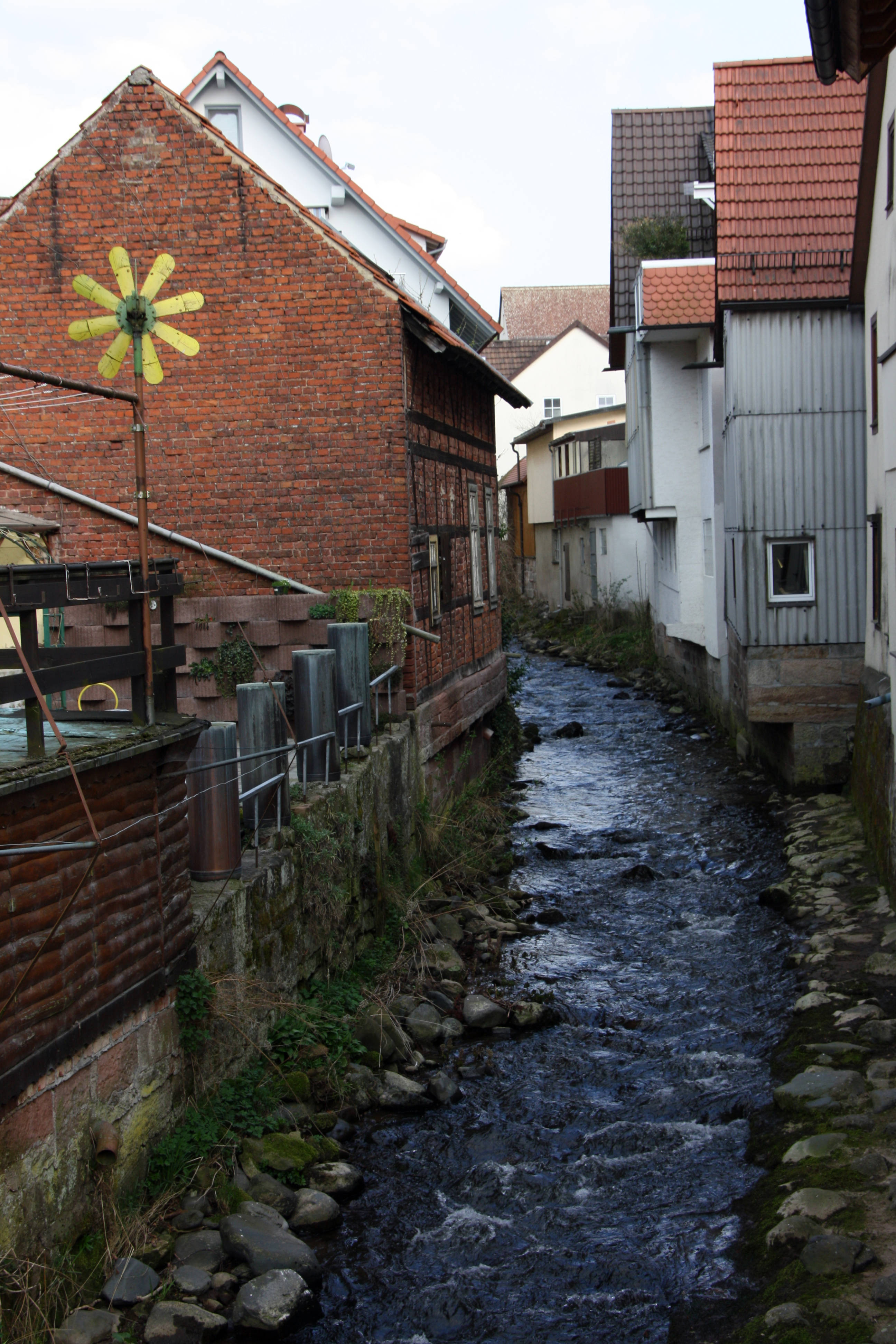
Die Fulda in Gersfeld
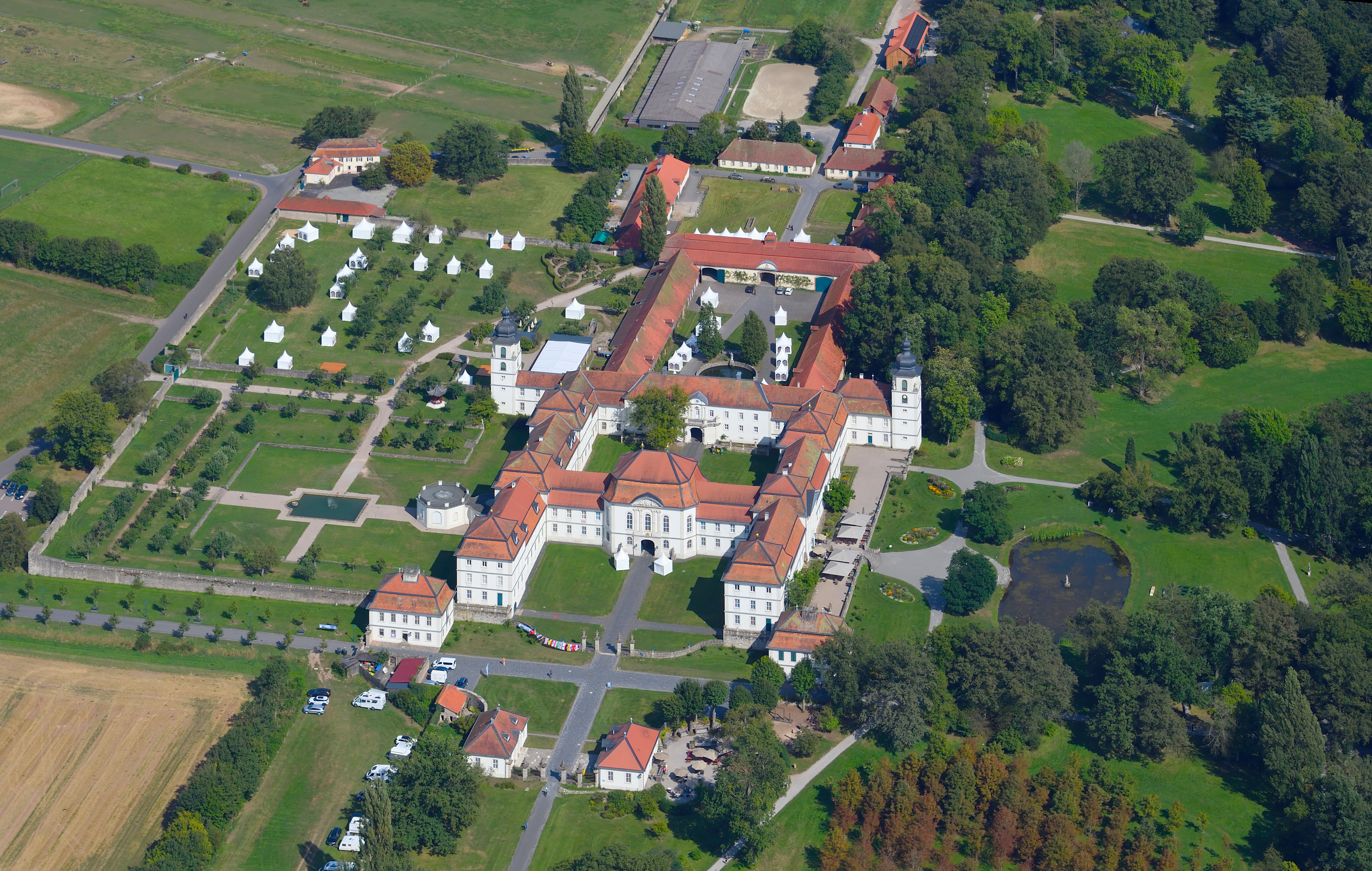
Schloss Fasanerie
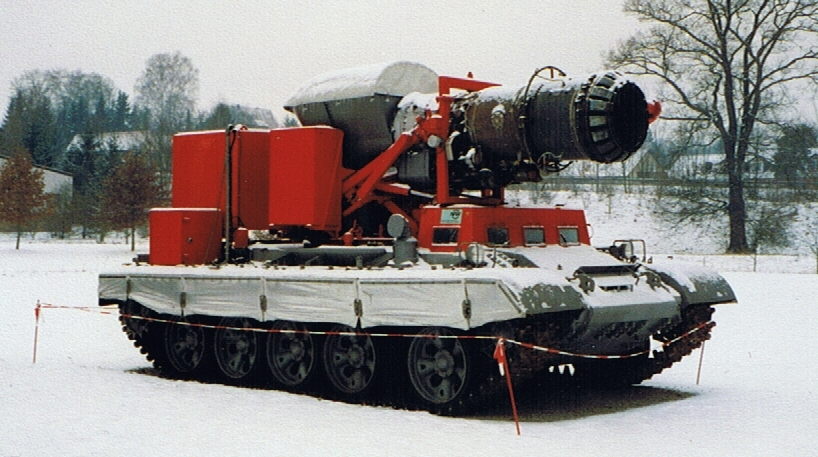
Turbolöscher „Hurricane“ des Feuerwehrmuseums Fulda
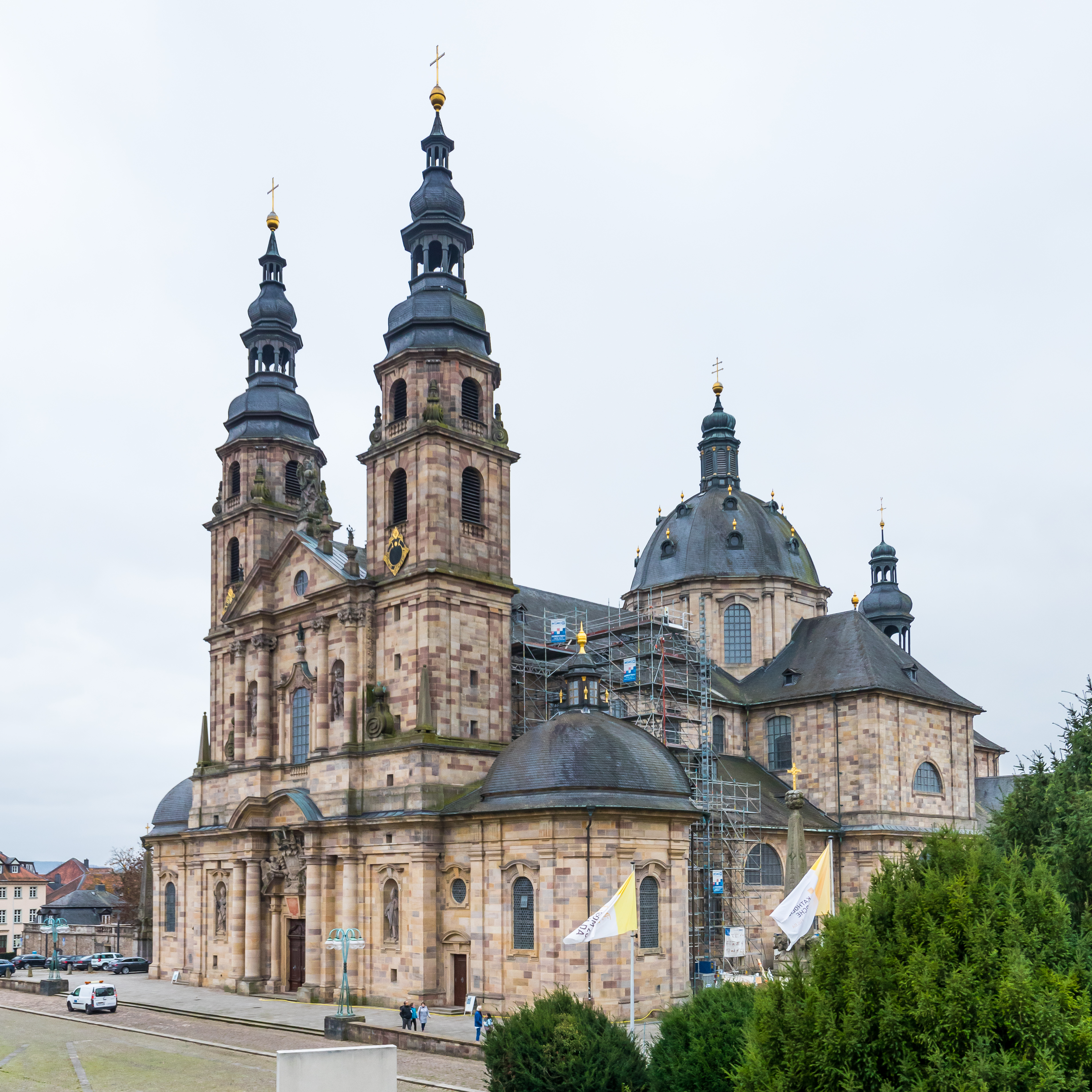
Dom St. Salvator zu Fulda
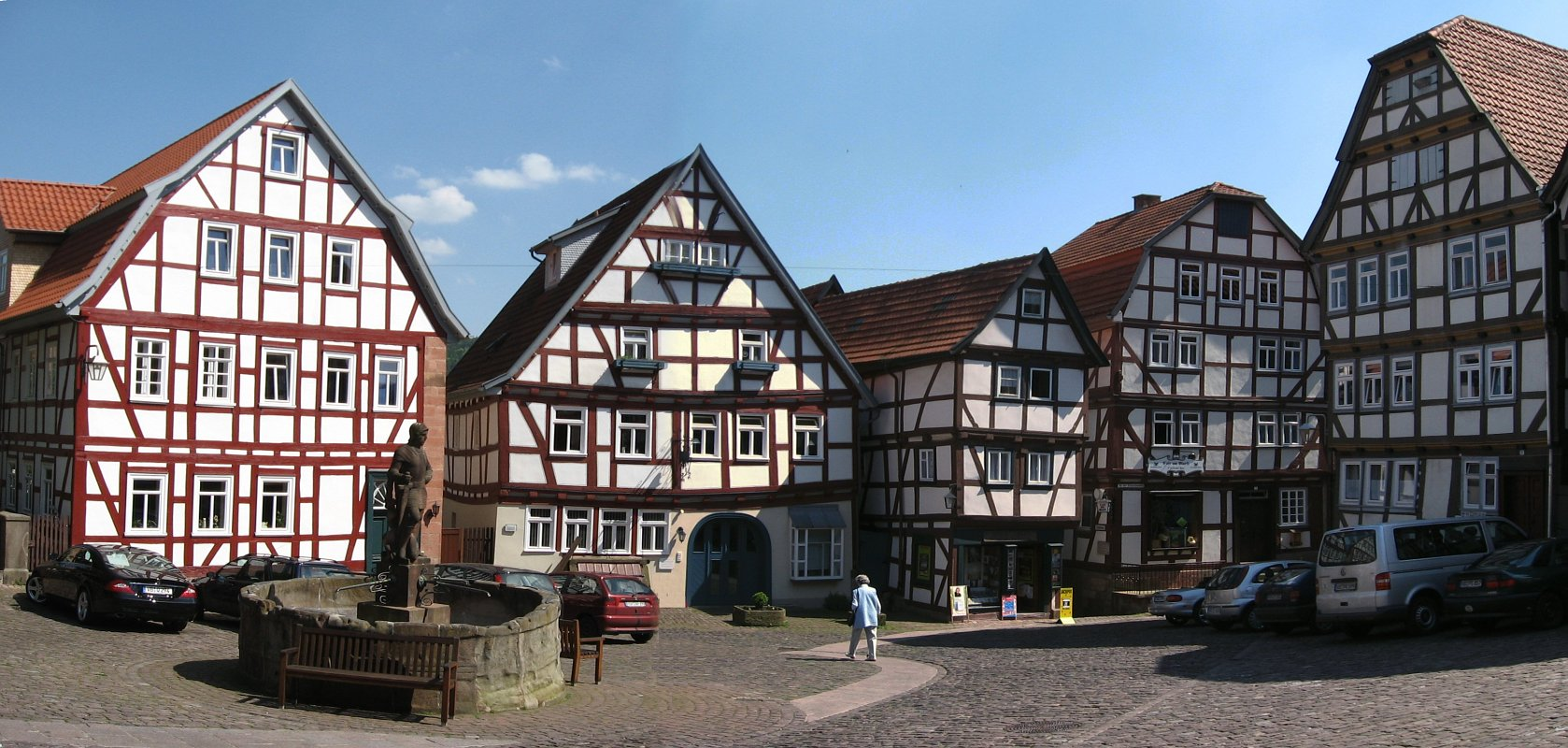
Markt von Schlitz
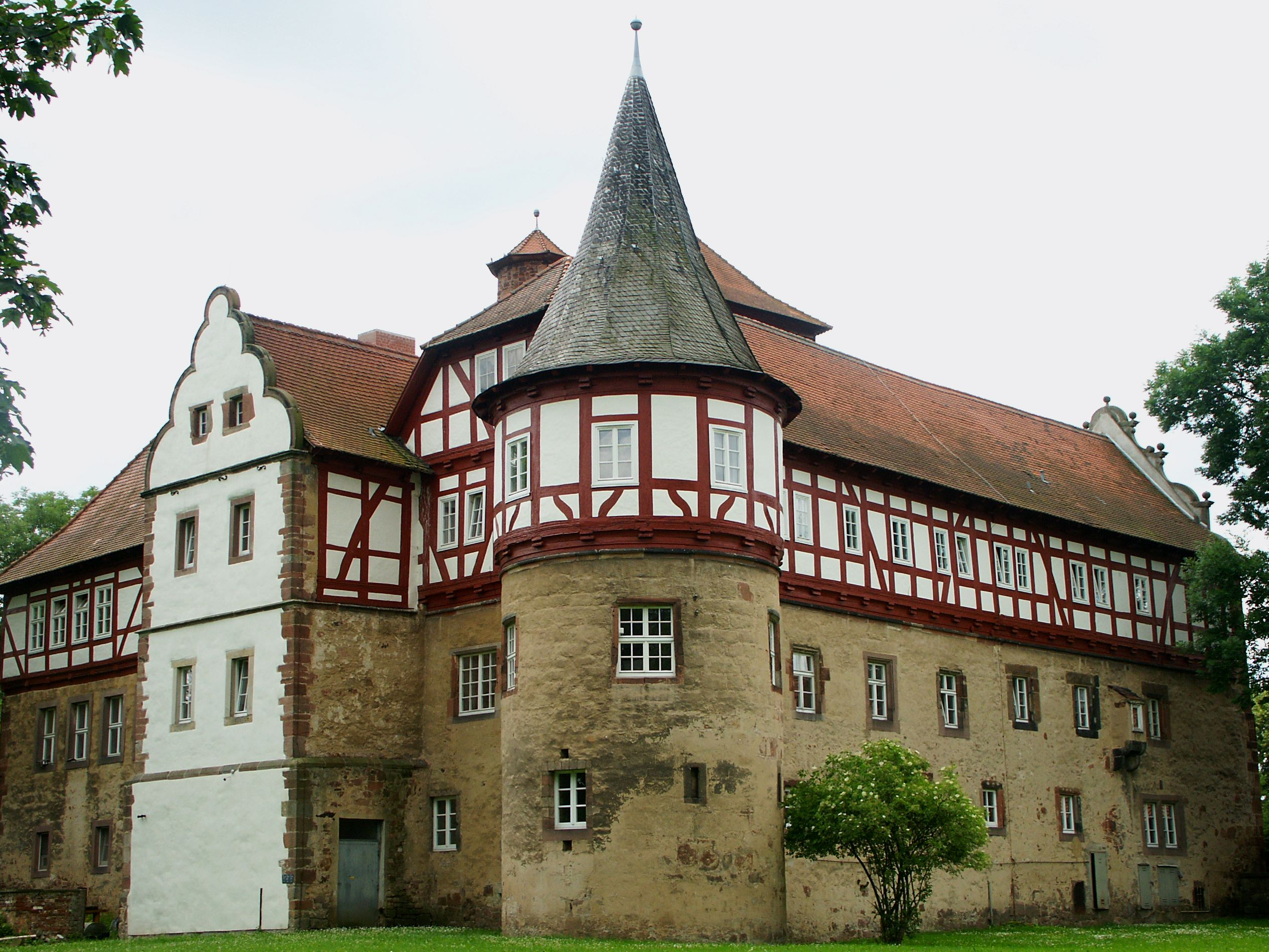
Schloss Eichhof in Bad Hersfeld

Dieser Abschnitt hat eine Länge von ca. 30 km und führt mit leichtem Gefälle aus 492 m Höhe in Gersfeld in die etwa 100 Meter tiefer gelegene Bischofsstadt Fulda. Die Strecke wird abseits von Straßen, teilweise über geschotterte Wege geführt. Der gesamte Abschnitt wird von der Bahnstrecke Fulda–Gersfeld begleitet. Auf ihr verkehrt wochentags sowie sonn- und feiertags von Mai bis Oktober im Stundentakt (sonst alle zwei Stunden) die Regionalbahn R52 der Hessischen Landesbahn. Acht Haltestationen bieten auf der Etappe die Möglichkeit, die Fahrt mit der Bahn fortzusetzen. Gersfeld hat einen historischen Marktplatz mit Fachwerkgebäuden sowie einen 50 Hektar großen Wildpark. Die Route verläuft vorwiegend durch von Wald gesäumte Wiesen in der Nähe der jungen Fulda. Dabei berührt oder durchquert die Route die Ortschaften Altenfeld, Hettenhausen, Schmalnau, Ried und Eichenzell mit seinem Renaissance-Schlösschen im Ortskern und dem Schloss Fasanerie, der einstmals kurfürstlichen Sommerresidenz. Der Abzweig zur Ortsmitte von Eichenzell wird nach ca. 21 km kurz nach Querung der Bundesautobahn 66 erreicht. Danach läuft die Route vorbei am Eichenzeller Ortsteil Löschenrod, den Stadtteilen Fulda-Bronnzell und Fulda-Johannesberg durch den Gartenring zur Altstadt von Fulda. Nur wenige Meter links des Radwegs im Stadtteil Johannesberg befindet sich das Deutsche Feuerwehr-Museum, es zeigt auf 1.600 m² Ausstellungsfläche die Geschichte des deutschen Feuerlöschwesens. Ins Zentrum von Fulda führt der Hessische Radfernweg R3. Hier gibt es eine ganze Reihe von Sehenswürdigkeiten, unter anderen den Dom, das Stadtschloss mit Park und Orangerie, das Paulustor sowie das Barockviertel und viele Kirchen.

### Fulda – Bad Hersfeld
Dieser Abschnitt hat eine Länge von ca. 49 km und ist im oberen Teil bis Schlitz hügelig mit kleinen Anstiegen bis max. 20 Höhenmetern. Insgesamt hat die Etappe 188 Höhenmeter Anstiege und 236 Höhenmeter Abfahrten. Auf dieser Etappe besteht vor Bad Hersfeld kein Bahnanschluss. Sie wird zum größten Teil über eigene oder straßenbegleitende asphaltierte oder betonierte Radwege geführt. Nach Fulda wird die Landschaft weiter geprägt durch Wiesen, Felder und dem mit Bäumen und Büschen gesäumten Flusslauf. Vorbei an den Fuldaer Stadtteilen Kämmerzell und Lüdermünd sowie dem Pfordter Badesee erreicht die Route nach ca. 18 km die Fuldabrücke in der Ortschaft Pfordt. Am Waldrand am westlichen Ufer der Fulda wird der Abzweig nach Schlitz erreicht, dessen hochgelegener historischer Ortskern ca. 2 km westlich liegt und über den Hessischen Radfernweg R7a angefahren werden kann. Der R1 führt straßenbegleitend weiter durch das Fuldatal zur Ortschaft Queck. Dort quert er die Fulda und führt am östlichen Ufer zur Ortschaft Unter-Schwarz, wo die Fulda erneut überquert wird. Am westlichen Ufer wird der Radweg jetzt über eine alte Bahntrasse Richtung Bad Hersfeld weitergeführt. Nach ca. 4 km wird die Bundesautobahn 7 bei Niederjossa gequert und nach weiteren 4 km wird Niederaula erreicht. Die anschließende Strecke bis Asbach verläuft im weiten Fuldatal abwechselnd rechts und links der nur noch für den Güterverkehr genutzten Bahnstrecke. Kurz hinter Asbach liegt das Schloss Eichhof mit seinem sehenswerten Fachwerkinnenhof. Mit dem Bau des Schlosses wurde 1378 begonnen, heute befinden sich darin das Landwirtschaftszentrum Eichhof. Bis Bad Hersfeld sind es von hier noch ca. 4 km.

### Bad Hersfeld – Melsungen

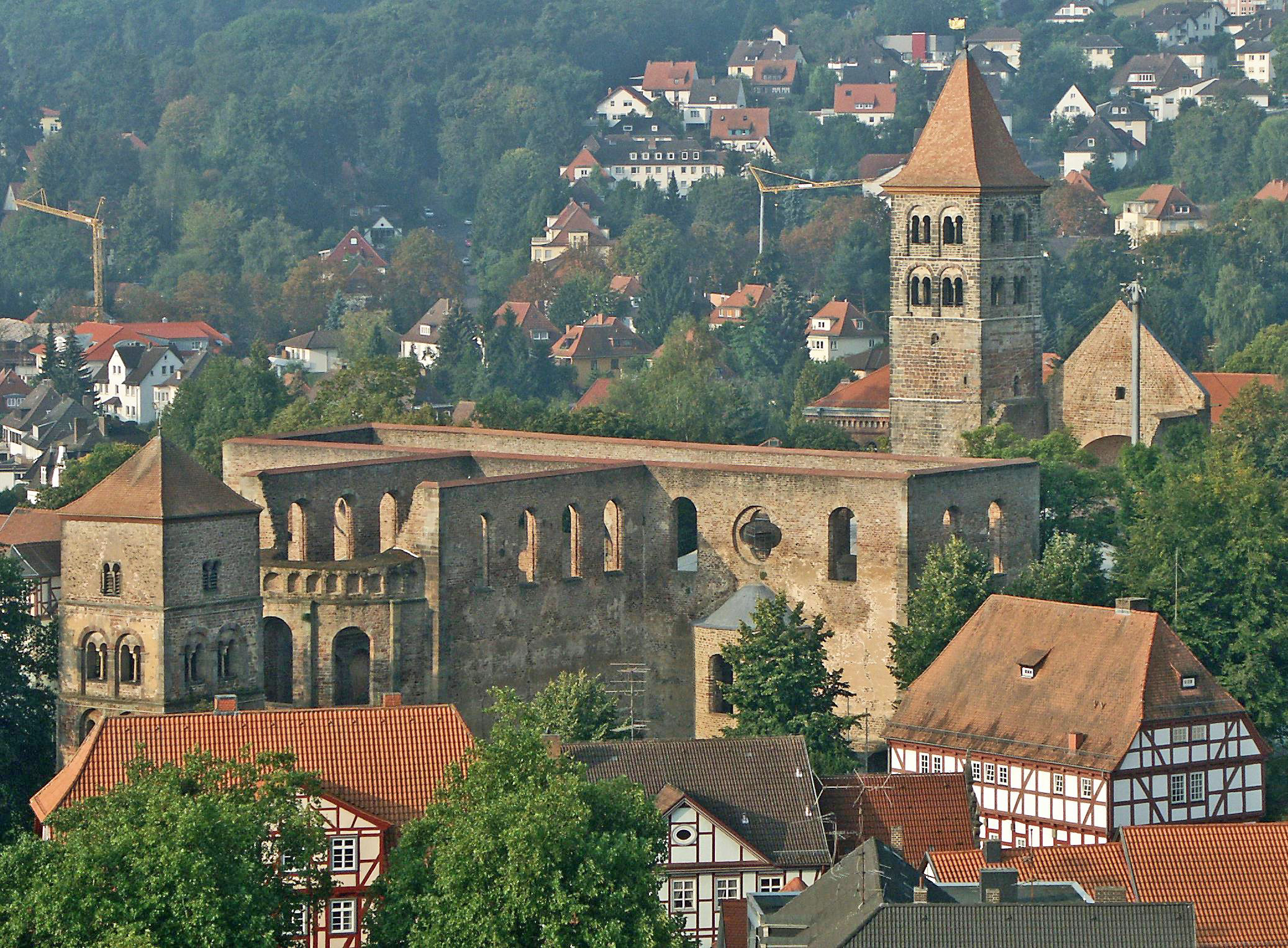
Stiftsruine Bad Hersfeld
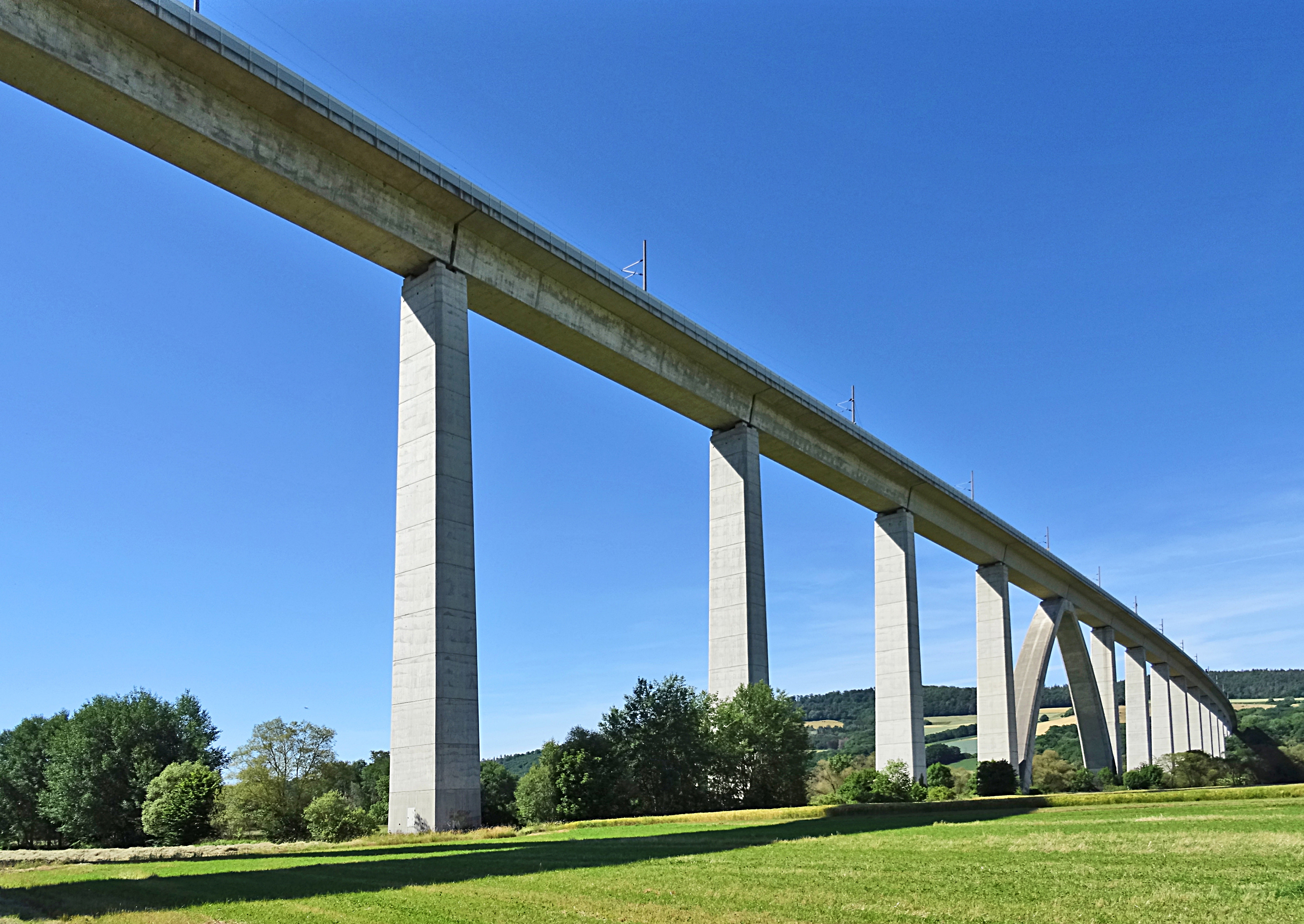
Brücke der ICE-Strecke
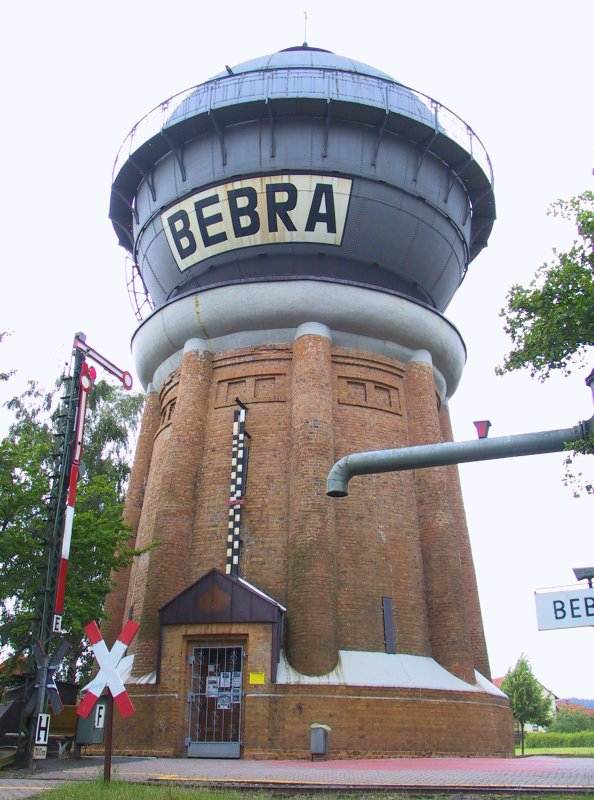
Wasserturm in Bebra
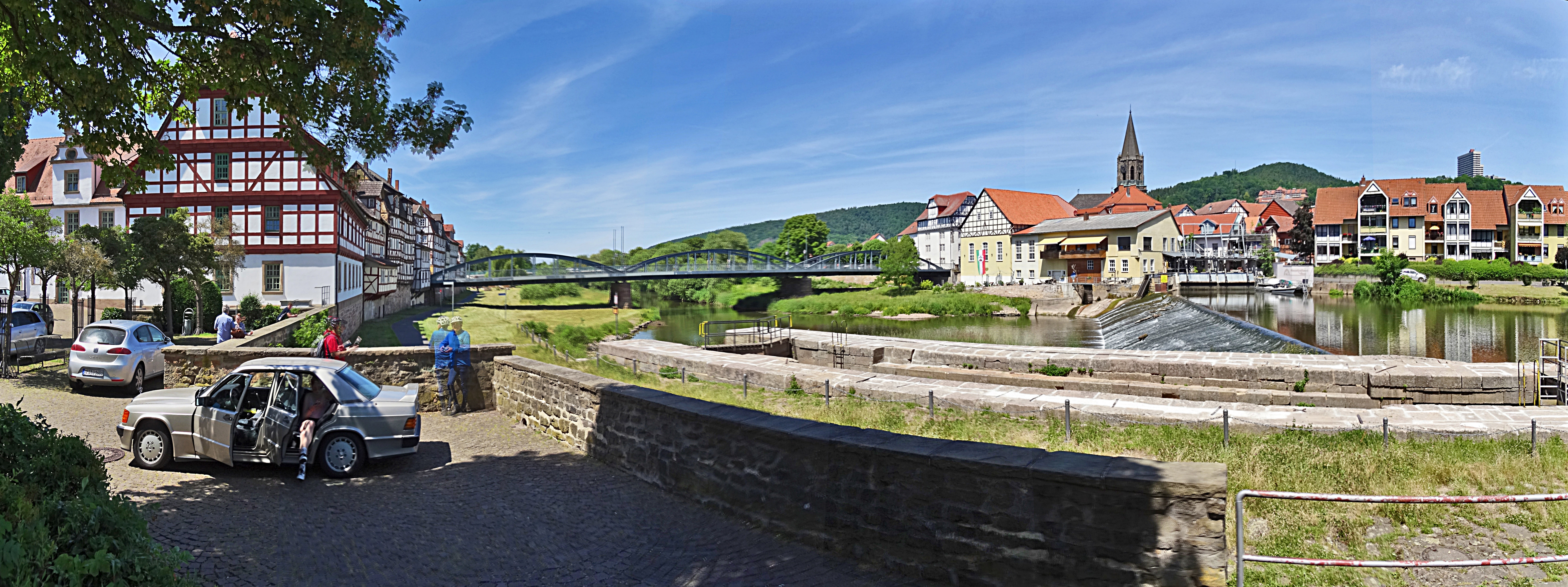
Rotenburg an der Fulda
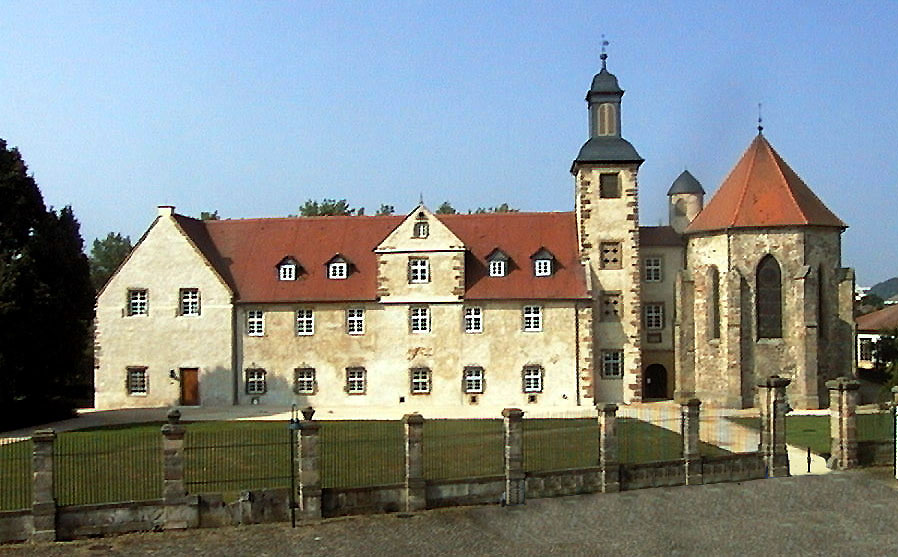
Kloster Haydau
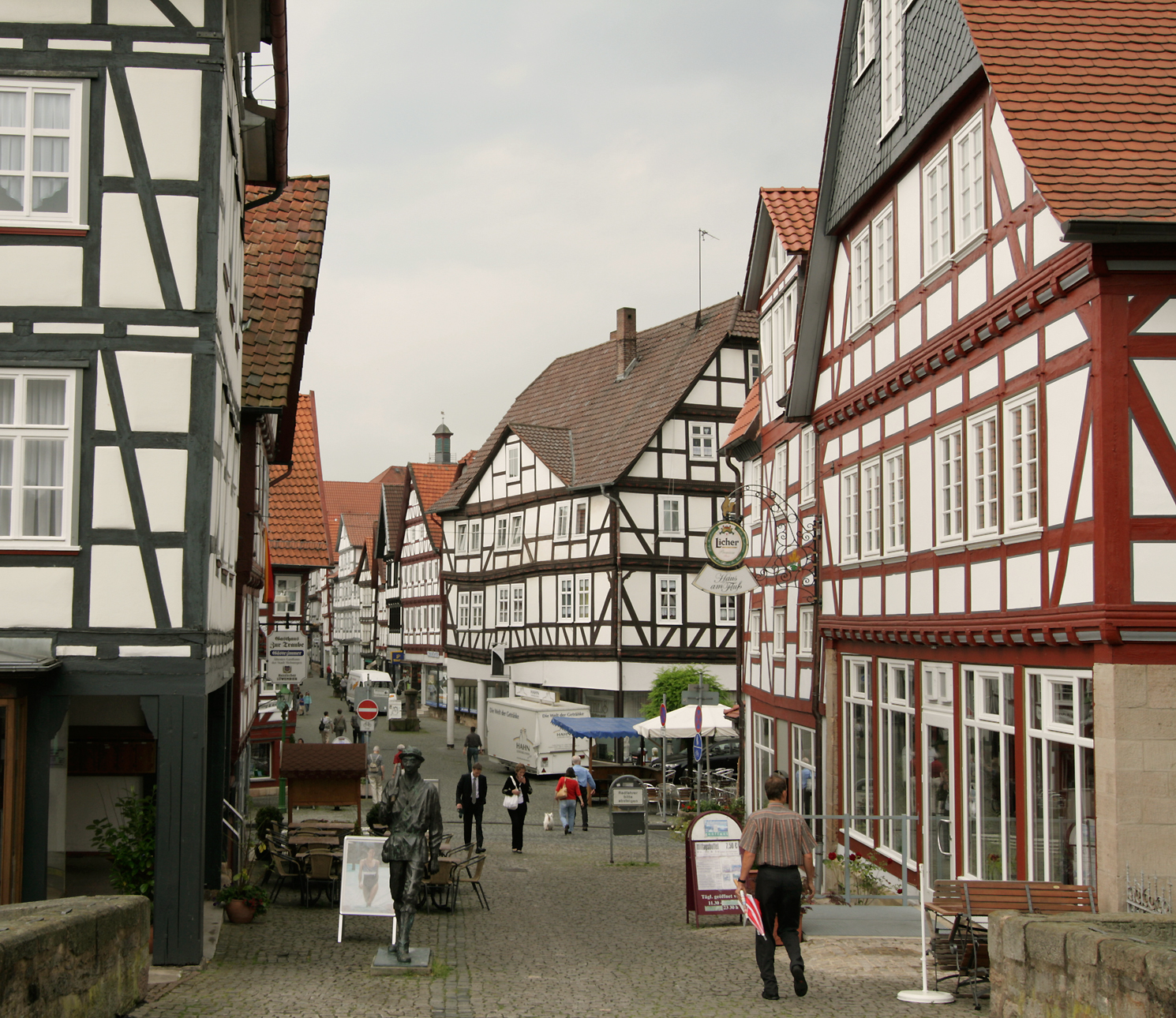
Brückenstraße in Melsungen
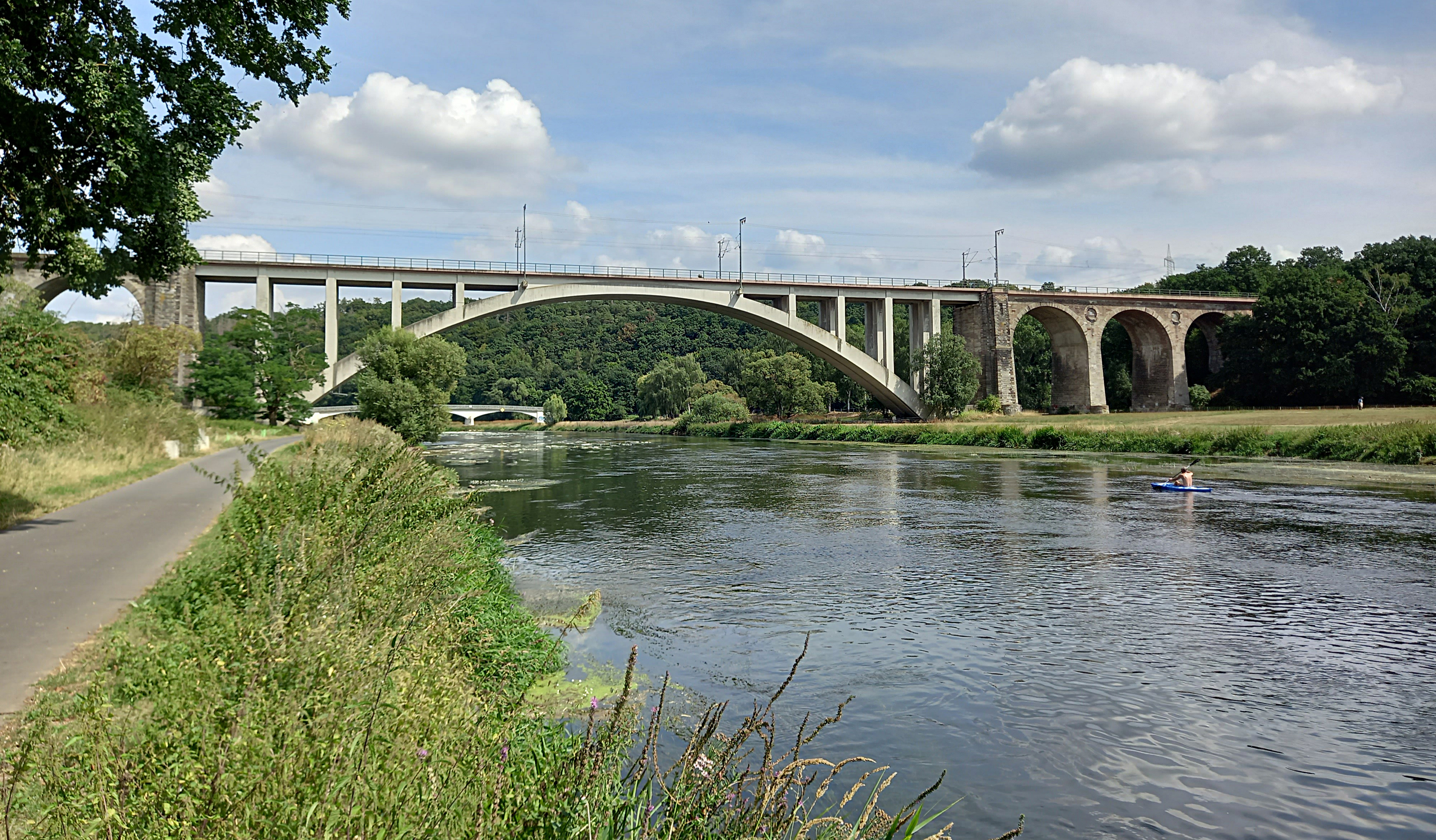
Fulda-Viadukt Baunatal-Guntershausen
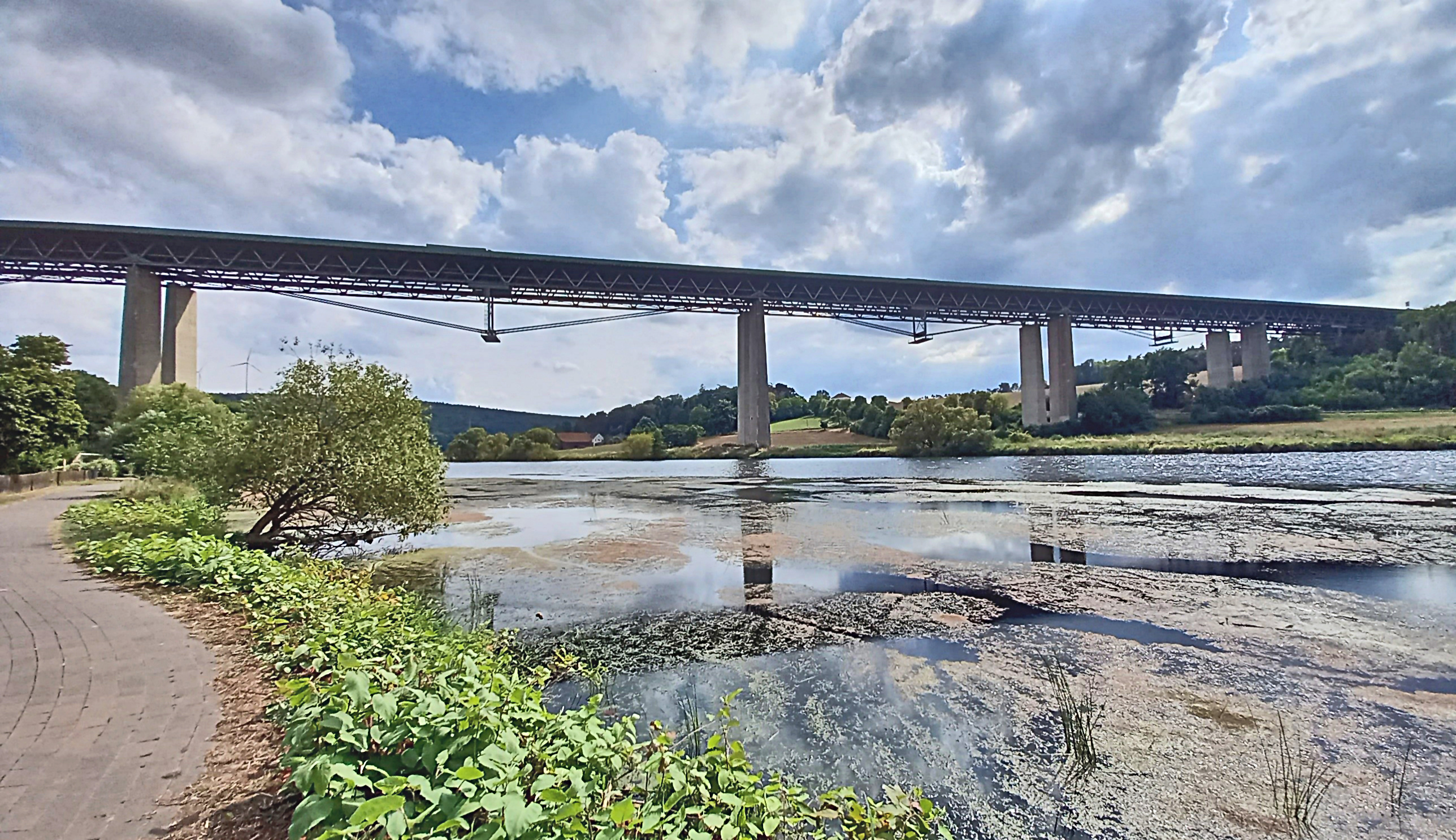
A7-Brücke bei Fuldabrück (Kassel)
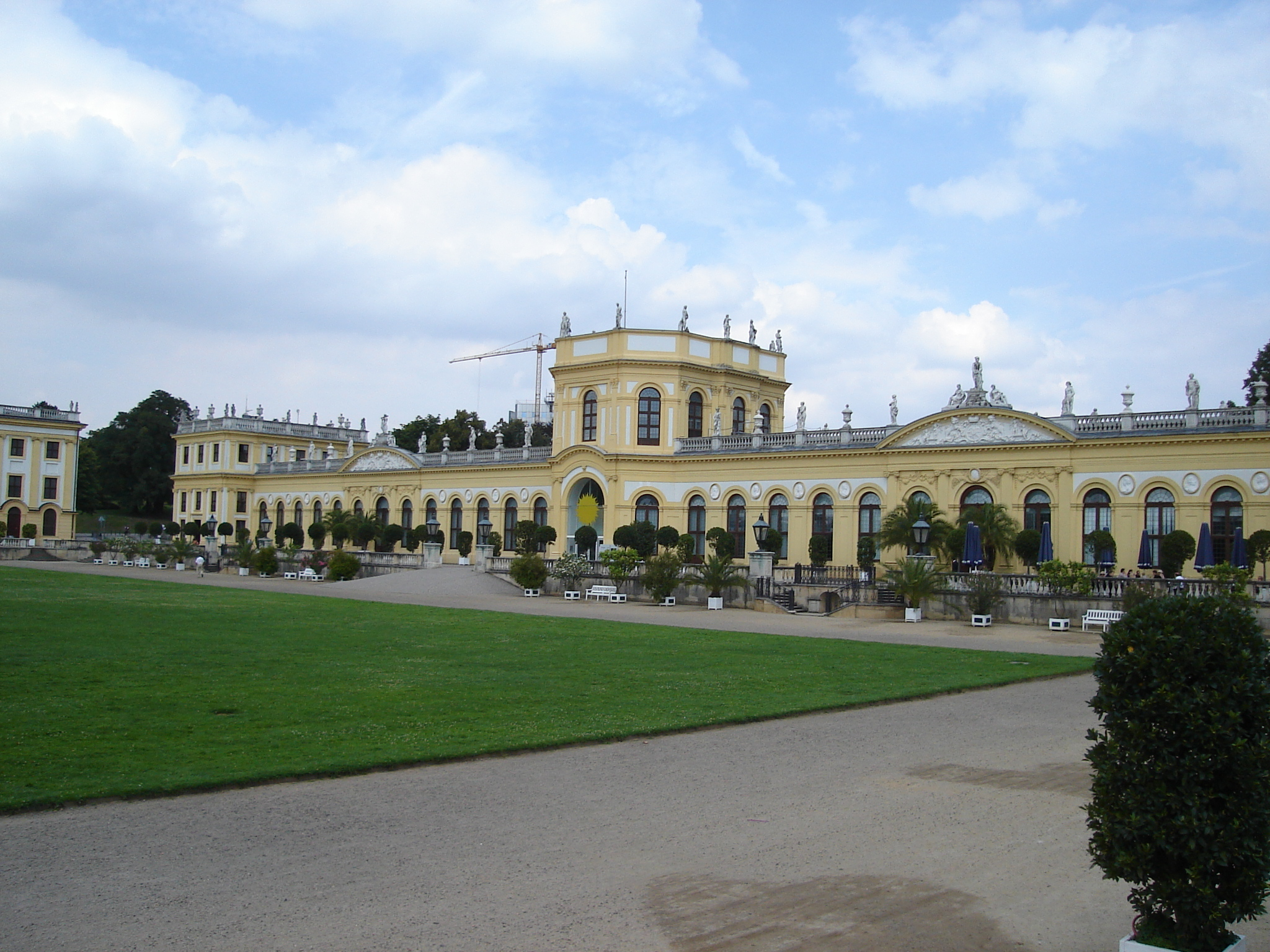
Orangerie in der Kasseler Karlsaue
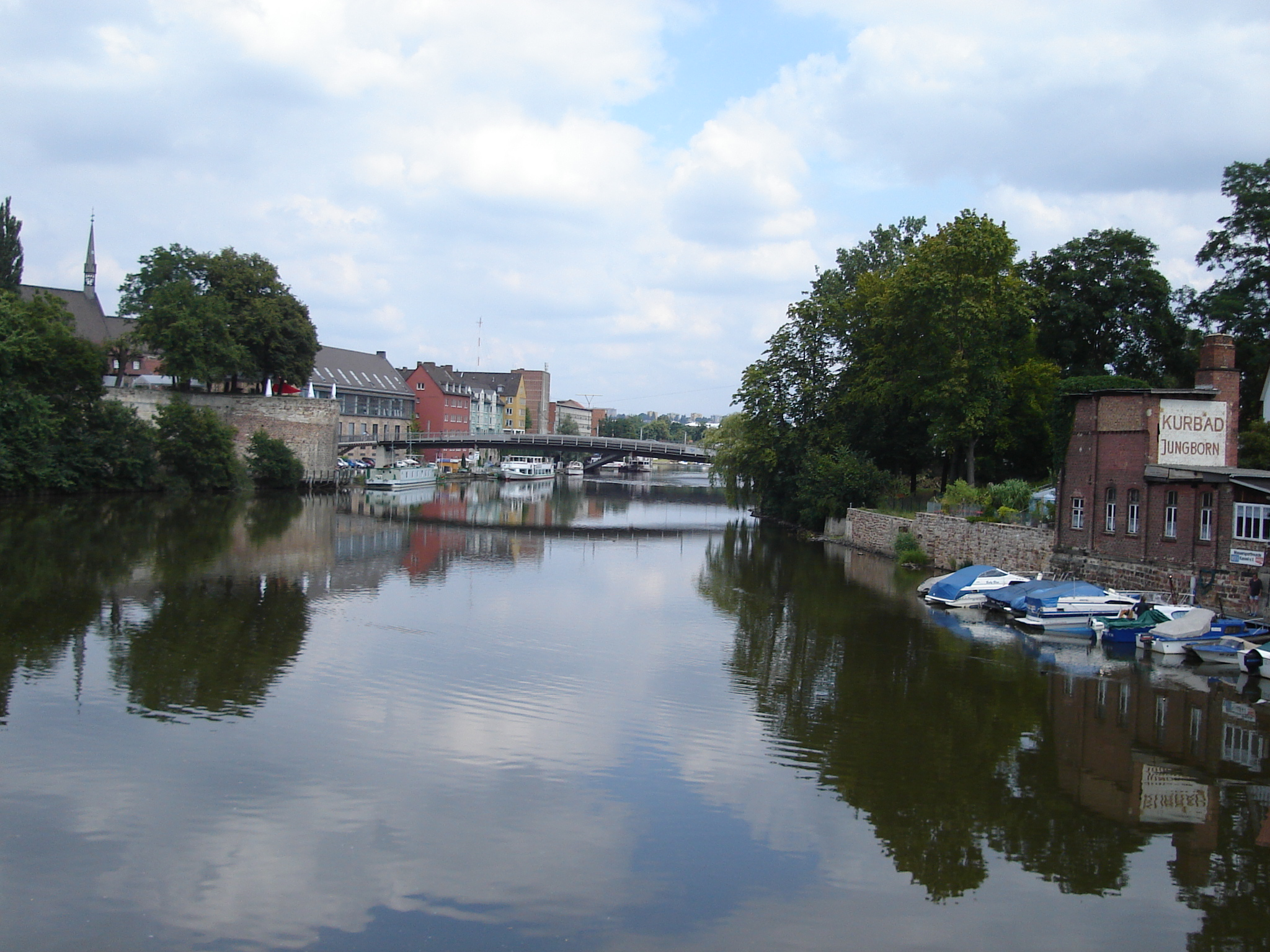
Blick von der Drahtbrücke in Kassel über die Fulda
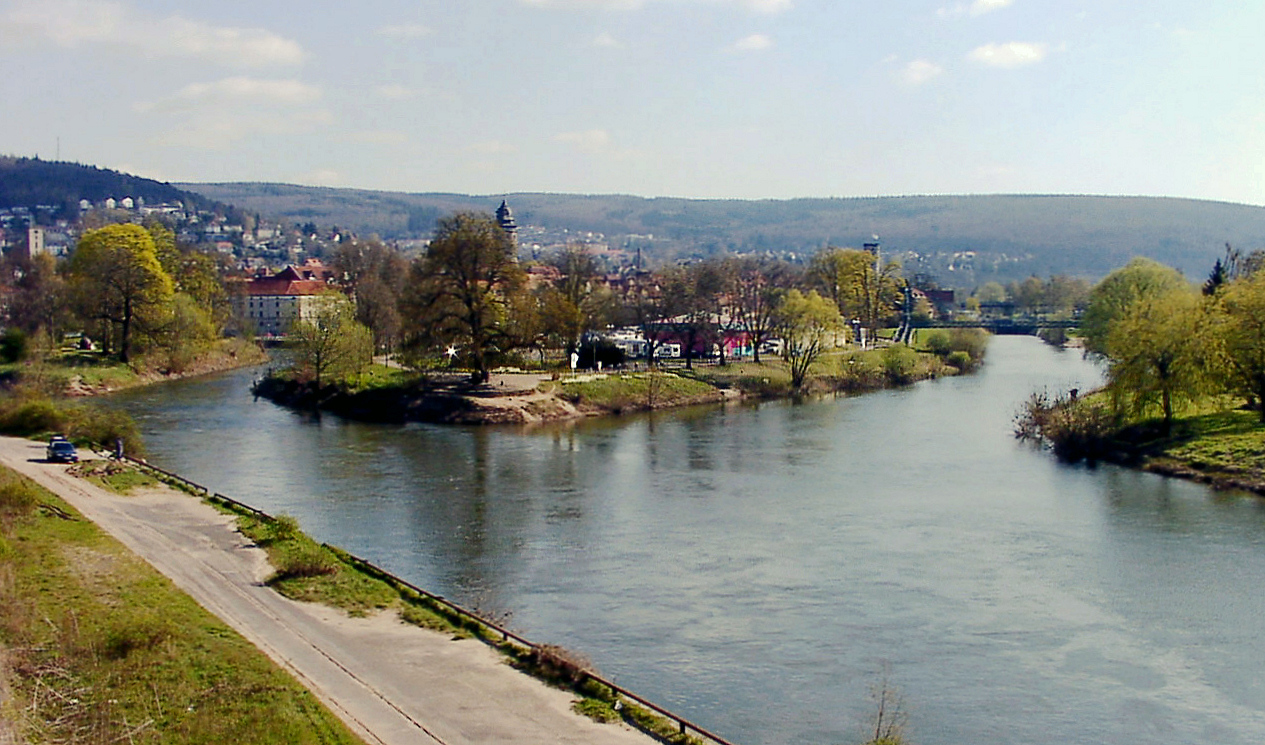
Zusammenfluss von Werra und Fulda zur Weser
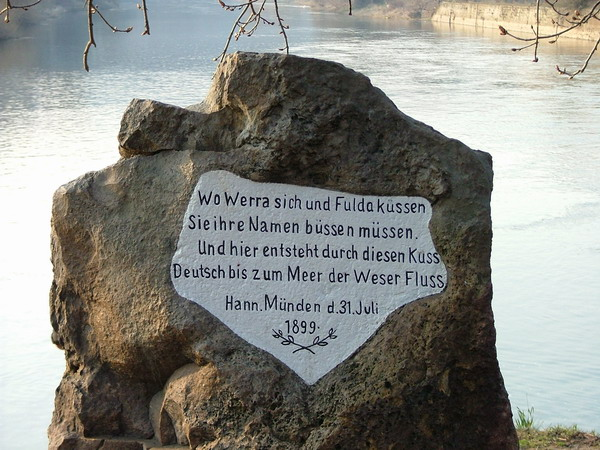
Der Weserstein in Hann. Münden

Dieser Abschnitt hat eine Länge von ca. 56 km, mit Anstiegen von 213 Höhenmeter und Abfahrten von 248 Höhenmetern. Auf dieser Etappe müssen zahlreiche kleinere Anstiege mit weniger als 20 Höhenmetern überwunden werden. Auf der gesamten Etappe wird die Route durch die Bahnstrecke begleitet, auf der die Regionalbahn R05 des Nordhessischen Verkehrsverbundes im Stundentakt verkehrt. An acht Haltestationen kann die Fahrt mit dem Zug fortgesetzt werden. Die Route des R1 führt nahe der Fulda an der Bad Hersfelder Innenstadt vorbei und folgt dabei einem Stück dem Solztalradweg, der heute Teil des Bahnradwegs Hessen ist. Nach einem kurzen Abstecher ins Tal der Solz kehrt die Route nach der Solzbrücke über Nebenstraßen bei Friedlos zurück an die Fulda. Danach wird die Route zwischen Bahnlinie und Fulda bis zur Ortschaft Mecklar geführt, wo die Bahnlinie überquert wird und es neben der B 27 bis nach Bebra-Breitenbach geht, wo ca. 18 km der Etappe zurückgelegt sind. Am ehemaligen Eisenbahnknotenpunkt Bebra führt die Route vorbei. Durch einen teils bewaldeten, landschaftlich schönen Abschnitt führt die Route jetzt in die 7 km entfernte Fachwerkstadt Rotenburg an der Fulda. Sehenswert sind hier unter anderem die historische Fachwerkzeile direkt an der Fulda, der in seiner ursprünglichen Form erhaltene Marktplatz mit dem Rathaus und der Jakobikirche sowie das Schloss Rotenburg. Zwischen Rotenburg und Melsungen nutzt der R1 jetzt mehrfach kleinere Ortsverbindungsstraßen. Bei der Ortschaft Baumbach wird die Fulda in östlicher Richtung über eine Kreisstraße gequert. Unmittelbar danach wird die Route aber wieder an der Fulda abseits des Autoverkehrs geführt. Durch Felder wird danach der ca. 15 km hinter Rotenburg gelegene Ort Altmorschen erreicht, wo sich das in seinem baulichen Zustand sehr gut erhaltene ehemalige Zisterzienser-Kloster Haydau befindet, durch das der R1 hindurchführt. Danach wird wieder einmal die Fulda gequert und der Nachbarort Neumorschen durchfahren, bevor kurz darauf die ICE-Strecke Fulda–Kassel in luftiger Höhe das Tal quert. Hinter Binsförth und vor Beiseförth wird nach ca. 6 km die in Deutschland einmalige Fahrradseilbahn erreicht. Mit Muskelkraft kann sich der Reisende samt Fahrrad an das östliche Fuldaufer befördern und damit einen Anstieg mit ca. 20 Höhenmetern umgehen. Am Ortseingang von Beiseförth treffen die beiden Varianten wieder aufeinander und führen weiter in Flussnähe durch die Wiesen und Felder des Fuldatals, vorbei an Malsfeld und Obermelsungen, bevor nach ca. 10 km die historische Altstadt von Melsungen erreicht wird.

### Melsungen – Kassel
Dieser Abschnitt hat eine Länge von ca. 36 km, mit Anstiegen von 84 Höhenmeter und Abfahrten von 203 Höhenmetern. Auf der meist flachen Etappe gibt es um Guxhagen zwei steilere Anstiege zwischen 20 und 30 Höhenmetern. Zwischen Melsungen und Guxhagen werden auf einigen Kilometern kleinere Ortsverbindungsstraßen genutzt. Auf dieser Etappe wird die Route von der Bahnstrecke mit der Regionalbahn R05 begleitet. Fünf Haltestationen werden im Stundentakt bedient. Nach Melsungen geht es wieder durch die Wiesen und Felder des Fuldatals, wo nach ca. 12,5 km die Doppelschleife hinter Körle erreicht wird und die Route wieder auf das östliche Ufer wechselt. Auf dieser Fuldaseite wird Guxhagen durchfahren und kurz darauf die Bundesautobahn 7 gequert. Dann nach 7,5 km auf der östlichen Seite wird vor der Ortschaft Guntershausen erneut das Fuldaufer gewechselt. Am Waldrand verläuft die Route jetzt bis Fuldabrück, wo in einer weiten Doppelschleife die Fulda dreimal gequert wird um dann auf am östlichen Ufer vorbei an Bergshausen nach ca. 11,5 km die Routenverzweigung in Kassel zu erreichen. Die beiden Varianten führen ca. 3 km auf beiden Seiten der Fulda zur Karlsaue, wo sie sich wieder vereinigen. Direkt an der Fulda erreichen sie nach ca. 2 km die Orangerie. Von hier sind die Innenstadt und der Hauptbahnhof gut zu erreichen. In Kassel laden unter anderem der Bergpark Wilhelmshöhe, die Karlsaue und die Museumslandschaft zu einem Besuch ein.

### Kassel – Hann. Münden
Dieser Abschnitt hat eine Länge von ca. 29 km, mit Anstiegen von 84 Höhenmeter und Abfahrten von 106 Höhenmetern. Diese flache Etappe hat nur einen nennenswerten Anstieg in Hann. Münden, kurz vor dem Zusammenfluss von Fulda und Werra, mit ca. 20 Höhenmeter und ca. 2 % Steigung. Zwischen Kassel-Wolfsanger und Fuldatal-Simmershausen wurde der Radweg entlang der Fulda in der Zeit von Februar bis September 2016 auf der vorhandenen Wegetrasse über eine Strecke von ca. 2.530 Meter drei Meter breit ausgebaut. Die weitere Route bis Hann. Münden ist bereits asphaltiert. Zwischen Fuldatal-Simmershausen und Hann. Münden verläuft die Strecke parallel zur stark befahrenen B3. Auf dieser Etappe gibt es unterwegs keine Bahnhöfe. Die Radroute verläuft von der Orangerie in Kassel direkt an der Fulda. Im Innenstadtbereich wird das Ufer für ca. 1,5 km gewechselt, bevor sie am westlichen Ufer die Stadt verlässt. Zwischen Straße und Ufer führt die Route jetzt am Waldrand durch das jetzt enge Fuldatal und erreicht nach ca. 15 km Fuldatal-Wahnhausen. Nach weiteren 6 km erreicht die Route nach einem kurzen Stück freien Ackergelände Wilhelmshausen, den östlichsten Ortsteil von Fuldatal. Anschließend bis kurz vor Hann. Münden wieder das gewohnte Bild, links Wald und Straße, rechts die Fulda. Am Etappenziel vereinigen sich Fulda und Werra zur Weser.

### Hann. Münden – Bad Karlshafen
Dieser Abschnitt hat eine Länge von ca. 42 km, mit Anstiegen von 135 Höhenmeter und Abfahrten von 152 Höhenmetern. Die flache Etappe hat nur zwei nennenswerte Anstiege zwischen 10 und 20 Höhenmetern. Bahnanbindung gibt es am Endpunkt der Etappe in Bad Karlshafen. Die Route ist über große Strecken am westlichen Weserufer als straßenbegleitender Radweg der B80 geführt. Die Etappe ist auch als Alternativroute des Weser-Radwegs beschildert. Nach Hann. Münden führt die Route durch die Wiesen und Felder des auf beiden Seiten von Wald gesäumten Weserlaufes, wo sie nach ca. 8,5 km die Ortschaft Vaake erreicht, die zur Gemeinde Reinhardshagen gehört. Es folgt nach weiteren 18,5 km der Ort Gieselwerder und nach weiteren 15 km ist der Bahnhof von Bad Karlshafen erreicht.

## Anschlussradwege
- Einer der Ausgangspunkte des Fulda-Radweg (R1) ist der Rhönradweg ca. 11 km östlich Gersfeld. Der Rhönradweg mit einer Länge von 180 km führt von Bad Salzungen nach Hammelburg, durch alle drei Bundesländer der Rhön.
- Ein weiterer Ausgangspunkt des R1 ist an der hessisch/bayrischen Grenze auf dem Radweg zwischen den Orten Rodenbach und Bischofsheim-Oberweißenbrunn, durch welches der Rhön-Sinntal-Radweg verläuft. Der Rhön-Sinntal-Radweg führt über ca. 118 km von Gemünden am Main nach Mellrichstadt im (Landkreis Rhön-Grabfeld).
- Die Gipfeltour, welche Hoherodskopf und Wasserkuppe verbindet, startet in Gersfeld und verläuft zusammen mit dem R1 über 32 km bis Fulda.
- Bei Ebersburg-Schmalnau trifft die D-Route 9 auf den R1 und begleitet ihn für 189 km bis Hann. Münden. Die D-Route 9 Weser-Romantische Straße führt von der Nordsee über Bremen, Kassel, Fulda und das Taubertal nach Füssen im Allgäu (1.197 km).
- Bei Ebersburg-Schmalnau trifft ebenfalls der Hessische Radfernweg R2 auf den R1 und begleitet ihn über 32 km bis kurz hinter Fulda. Der R2 (Die Vier-Flüsse-Tour), startet in Biedenkopf und führt über 202 km durch die Flusstäler von Lahn, Lauter, Lüder und Fulda nach Sinntal im Spessart.
- Zwischen Fulda und Schlitz (22 km) verlaufen der BahnRadweg Hessen und der R1 gemeinsam und in Bad Hersfeld endet aus der Rhön kommend der BahnRadweg Hessen. Er führt auf ehemaligen Bahntrassen durch den Vogelsberg und die Rhön (310 km). Der Vulkanradweg ist Teil des BahnRadweges Hessen und endet in Schlitz.
- Zwischen Schlitz und Bad Hersfeld verlaufen der Hessische Radfernweg R7 und der R1 gemeinsam. Der Hessische Radfernweg R7 verbindet Werra und Taunus über den Vogelsberg (270 km).
- Der R1 und der Hessische Radfernweg R3 kreuzen sich in Fulda. Der R3 führt über 258 km von Rüdesheim am Rhein entlang von Rhein, Main und Kinzig bis Tann in der Rhön.
- Zwischen Rotenburg an der Fulda und Malsfeld verlaufen der R1 und der Hessische Radfernweg R5 gemeinsam. Der R5 führt über 234 km durch die Landschaften Nordhessens entlang der Täler von Eder, Fulda und Werra.
- In Guntershausen (Baunatal) endet der Ederradweg auf dem R1. Der 180 km lange Ederradweg startet in der Region Siegerland-Wittgenstein.
- In Hann. Münden endet der 280 km lange Werratal-Radweg und es beginnt der 491 km lange Weser-Radweg, der in Cuxhaven endet.

## Bahn- und Busanbindung
Zwischen Gersfeld und der Wasserkuppe, einem der möglichen Startpunkte des R1, verkehrt zwischen Mai und September an Sonn- und Feiertagen viermal der RhönRadBus

Gersfeld ist über die Bahnstrecke Fulda–Gersfeld erreichbar. In Fulda besteht Anschluss an Fernzüge der Deutschen Bahn. Diese Bahnstrecke begleitet den R1 bis Fulda und ermöglicht den Wechsel zwischen Radweg und Bahn an weiteren acht Haltepunkte. Von Fulda bis Bad Hersfeld besteht keine Bahn-Anschlussmöglichkeit. Der Bahnhof Bad Hersfeld wird regelmäßig im Nah- und Fernverkehr mit Linien nach Frankfurt, Kassel und Göttingen bedient. Von Bad Hersfeld bis Kassel wird der R1 von den Bahnstrecken Fulda-Bebra und Bebra–Baunatal-Guntershausen begleitet, wo 14 Haltepunkte für den Wechsel zwischen Radweg und Bahn zur Verfügung stehen. Weitere Stationen entlang der Strecke gibt es unter anderem in Kassel, Speele und Hann. Münden. Danach gibt es erst am Ende des R1 in Bad Karlshafen wieder einen Anschluss an die regionale Linie Richtung Göttingen.
Siehe auch: Infobox

## Landschaft und Kultur
Der Fuldaradweg (R1) startet an verschiedenen Punkten auf den Höhen der Rhön und führt nach Gersfeld am südlichen Fuß der Wasserkuppe. Sie ist der höchste Berg Hessens und vor allem als „Wiege des Segelflugs“ bekannt. Heute besteht das Segelflugzentrum aus einer Gleitschirmflugschule, dem Deutschen Segelflugmuseum mit Modellflug und dem Flugplatz Wasserkuppe für Segel- und Motorflugzeuge. Eine R1-Variante startet auf der Wasserkuppe und führt vorbei an der Fuldaquelle und entlang der jungen Fulda nach Gersfeld. Die zweite Variante startet am Rhönradweg, führt vorbei an der Ulsterquelle und dem Roten Moor nach Gersfeld. Das Rote Moor ist durch einen 3 km langen Rundweg touristisch erschlossen. 1,2 km verlaufen auf einem im Jahr 2007 erneuerten Bohlenpfad. Der Bohlenpfad ist gleichzeitig Teil des Premiumweges Hochrhöner. Der Pfad beginnt am Informationspavillon neben dem Moorsee und führt in Süd-Nord-Richtung zum Aussichtsturm im nördlichen Teil des Großen Roten Moors. Von dort ist die ehemalige Torf-Abbaufläche zu erkennen, in der sich wieder Niedermoorvegetation eingestellt hat. Nördlich der Abtorfungskante liegt die verbliebene Hochmoorfläche als geschützte Kernzone. Die dritte Variante stellt die Verbindung zum Rhön-Sinntal-Radweg her und führt vom bayrischen Bischofsheim-Oberweißenbrunn über einen bewaldeten Höhenzug durch Wiesen und Felder ebenfalls nach Gersfeld.
Ab Gersfeld mit seinem von Fachwerkbauten gesäumten historischen Marktplatz und einem 50 Hektar großen Wildpark führt der Weg durch das obere Fuldatal. Auf dem Weg in die Bischofsstadt Fulda befinden sich in Eichenzell die fürstbischöfliche Sommerresidenz Schloss Fasanerie Adolphseck, in Fulda-Johannesberg die Propstei Johannesberg und das Deutsche Feuerwehr-Museum. Mit der Stadt Fulda wird ein kultureller Höhepunkt des R1 erreicht. Nun verlässt der Fluss die Rhön und verläuft zwischen den Ausläufern von Rhön, Vogelsberg und Knüllgebirge Richtung Norden. War im Oberlauf bis zur Stadt Fulda das Tal nur 250 bis 500 Meter breit und hatte meist steil abfallenden Hängen, so weitet sich jetzt das Tal im Mittellauf auf bis zu 1,3 km bei Bad Hersfeld. Vorbei an Schlitz mit seinem hochgelegenen historischen Ortskern führt die Route zum nächsten kulturellen Höhepunkt, der Stadt Bad Hersfeld. Die Stadt liegt in der Hersfelder Senke, die hier durch den Zusammenfluss der Fulda und der Haune gebildet wird. Überregional ist sie vor allem durch die seit 1951 alljährlich stattfindenden Bad Hersfelder Festspiele bekannt.
Nach Bad Hersfeld beginnt der Abschnitt mit den bekannten Fachwerkstädten wie Rotenburg an der Fulda und Melsungen gefolgt von Kassel, der einzigen Großstadt Nordhessens. An der Mündung der Eder kurz vor Kassel beginnt der Unterlauf der Fulda. Vor allem im Bereich der Karls- und Fuldaaue durchfließt die Fulda in ihrer Flussniederung eine bis zu 3 km breite Ebene. Nach Kassel zwängt sie sich bis Hann. Münden wieder durch ein Tal, das oft nur wenige hundert Meter breit ist. Die Fachwerkstadt Hann. Münden am Weserursprung und Kurstadt Bad Karlsbad mit ihrer barocken Stadtanlage bilden den Abschluss der Tour.

### Sehenswürdigkeiten

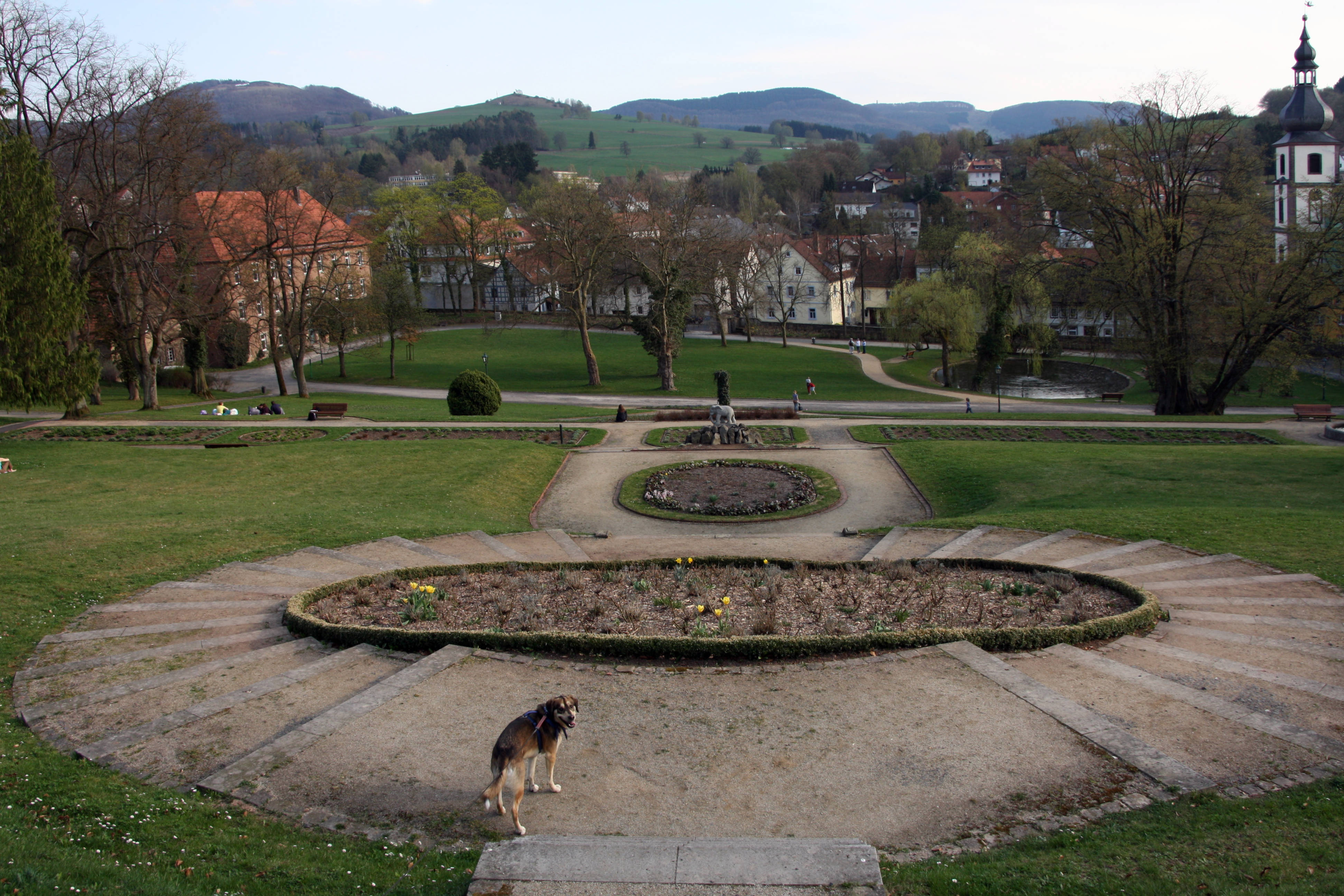
Gersfeld vom Schlosspark aus
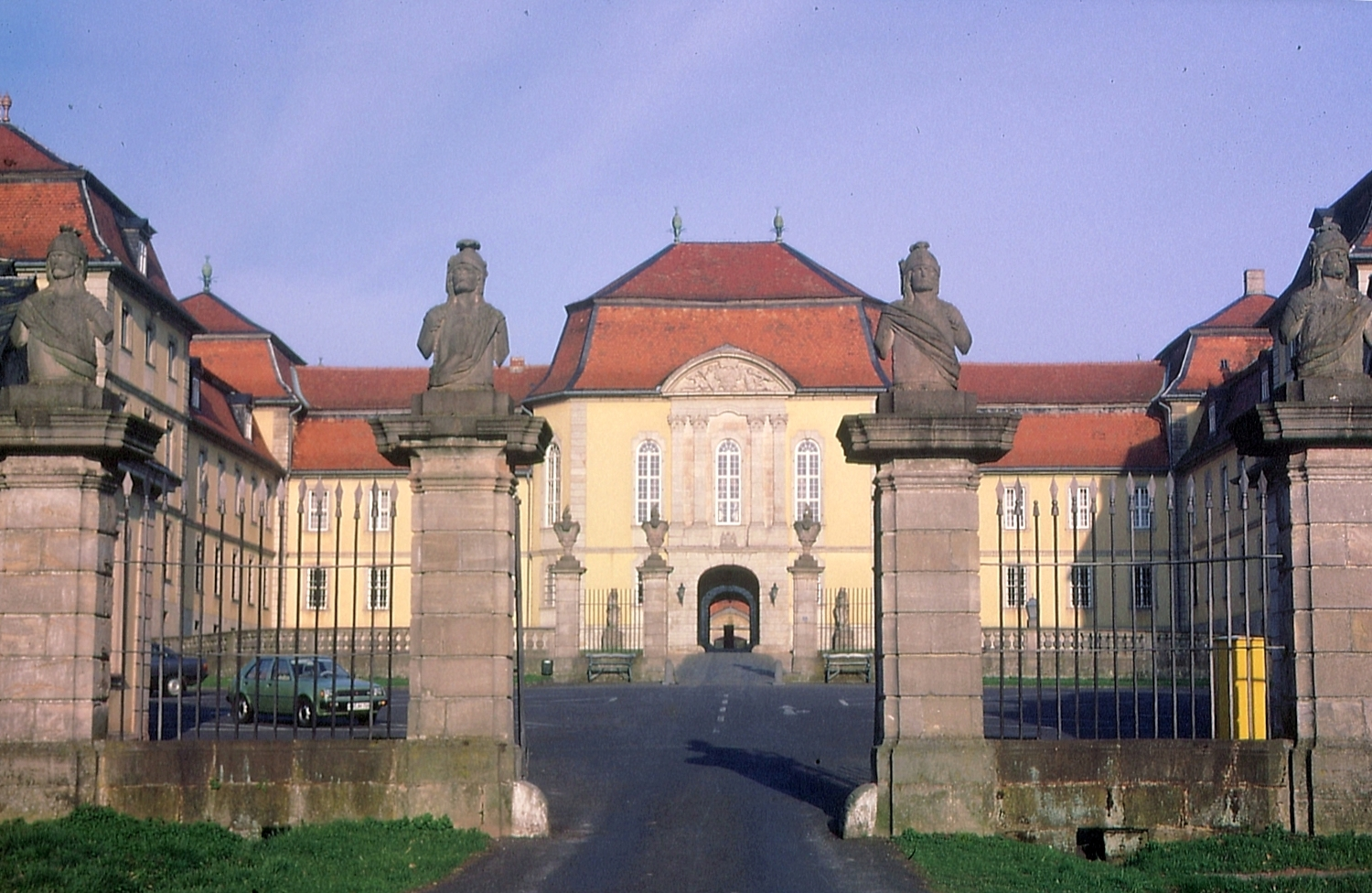
Schloss Fasanerie in Eichenzell
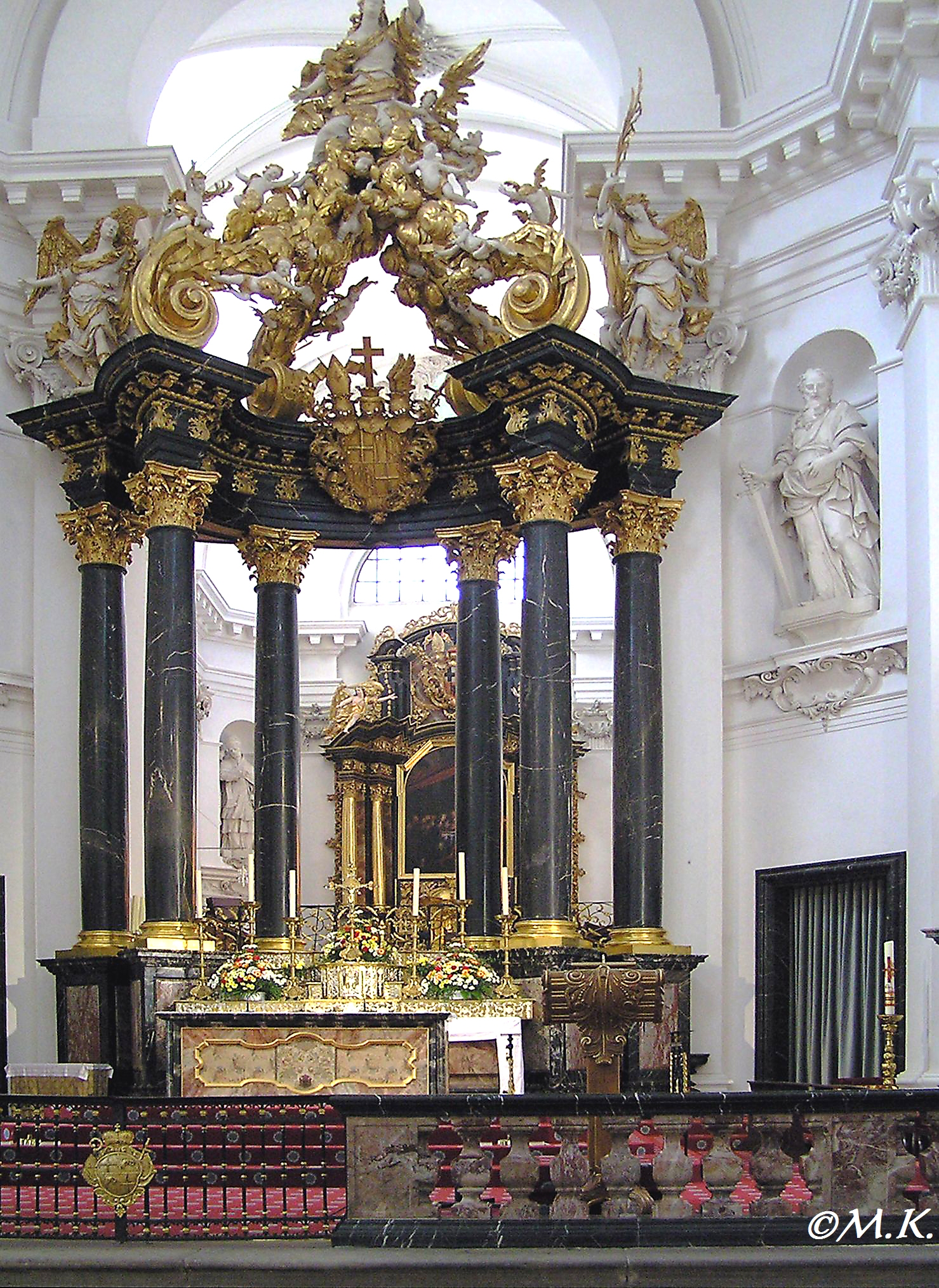
Hochaltar des Fuldaer Doms
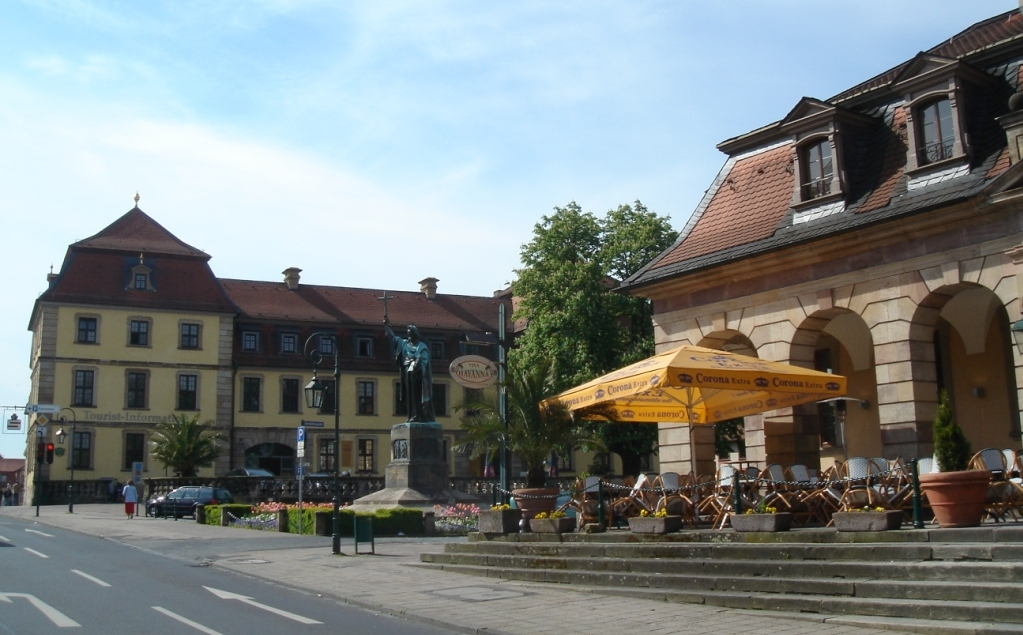
Adelspalais im Barockviertel Fulda
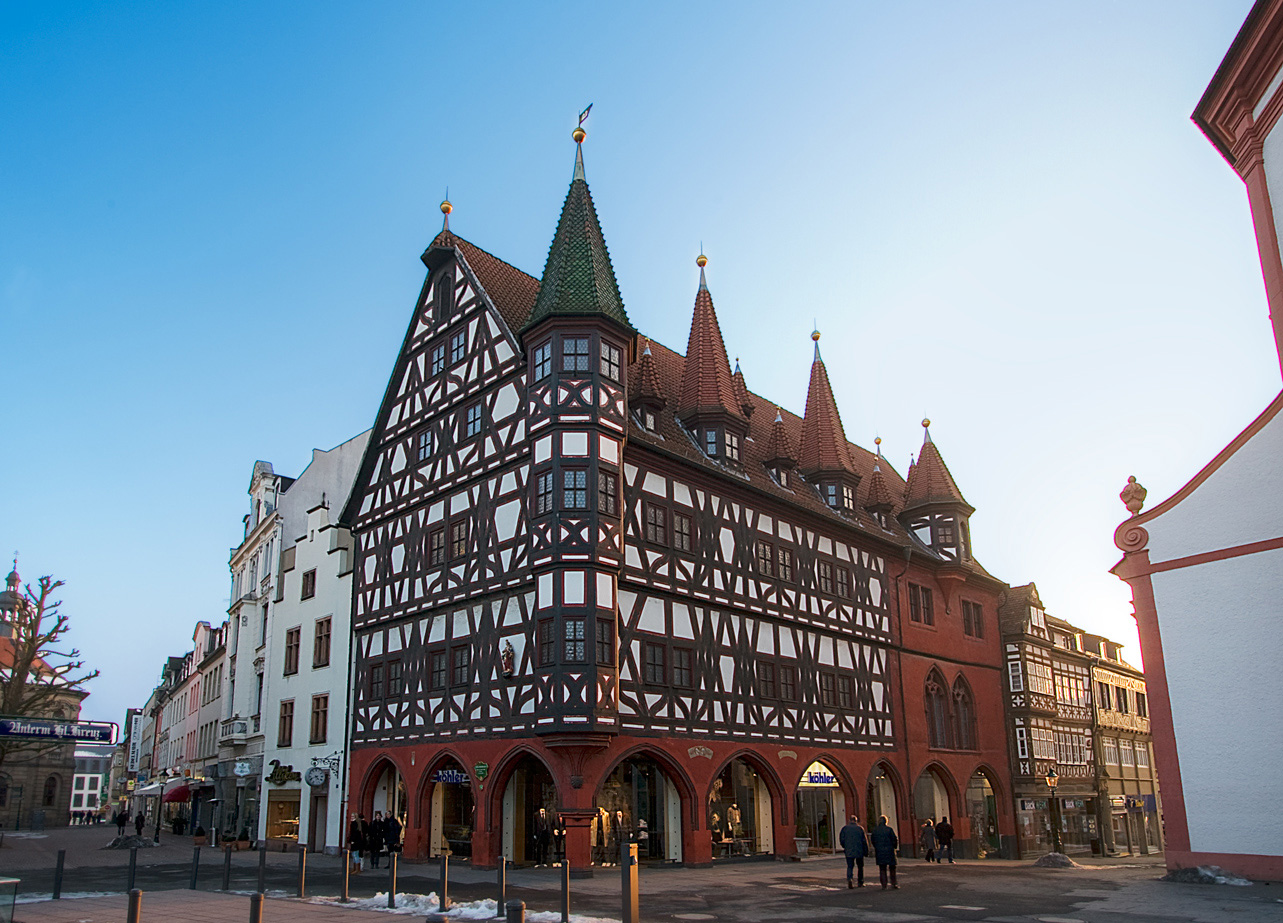
Altes Rathaus in Fulda
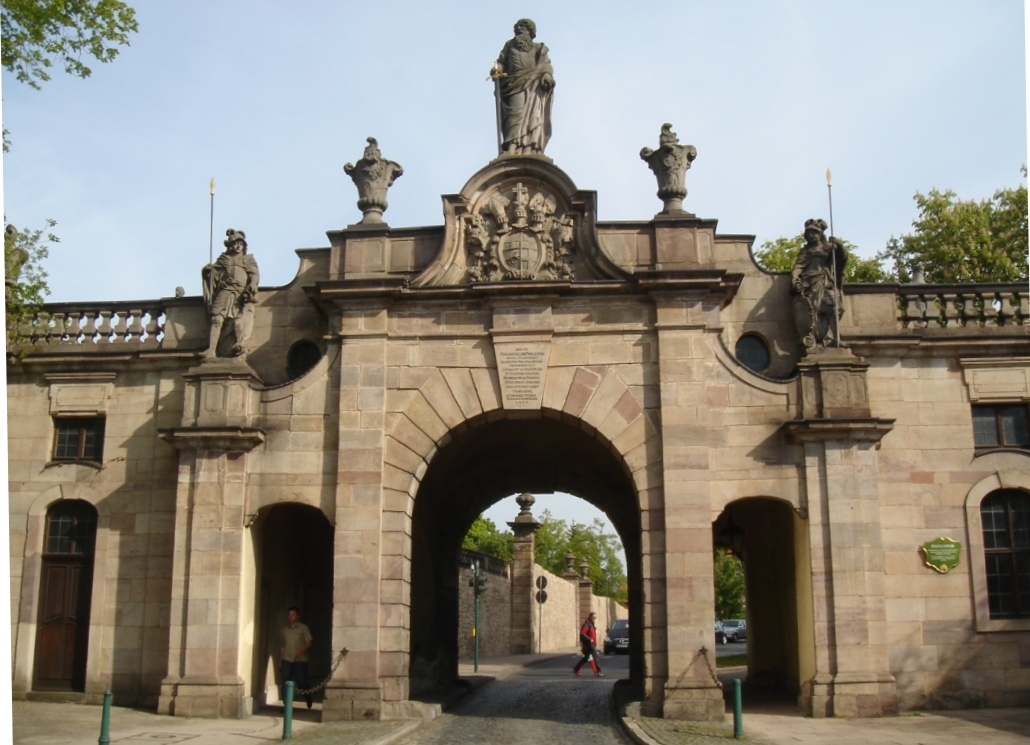
Paulustor in Fulda
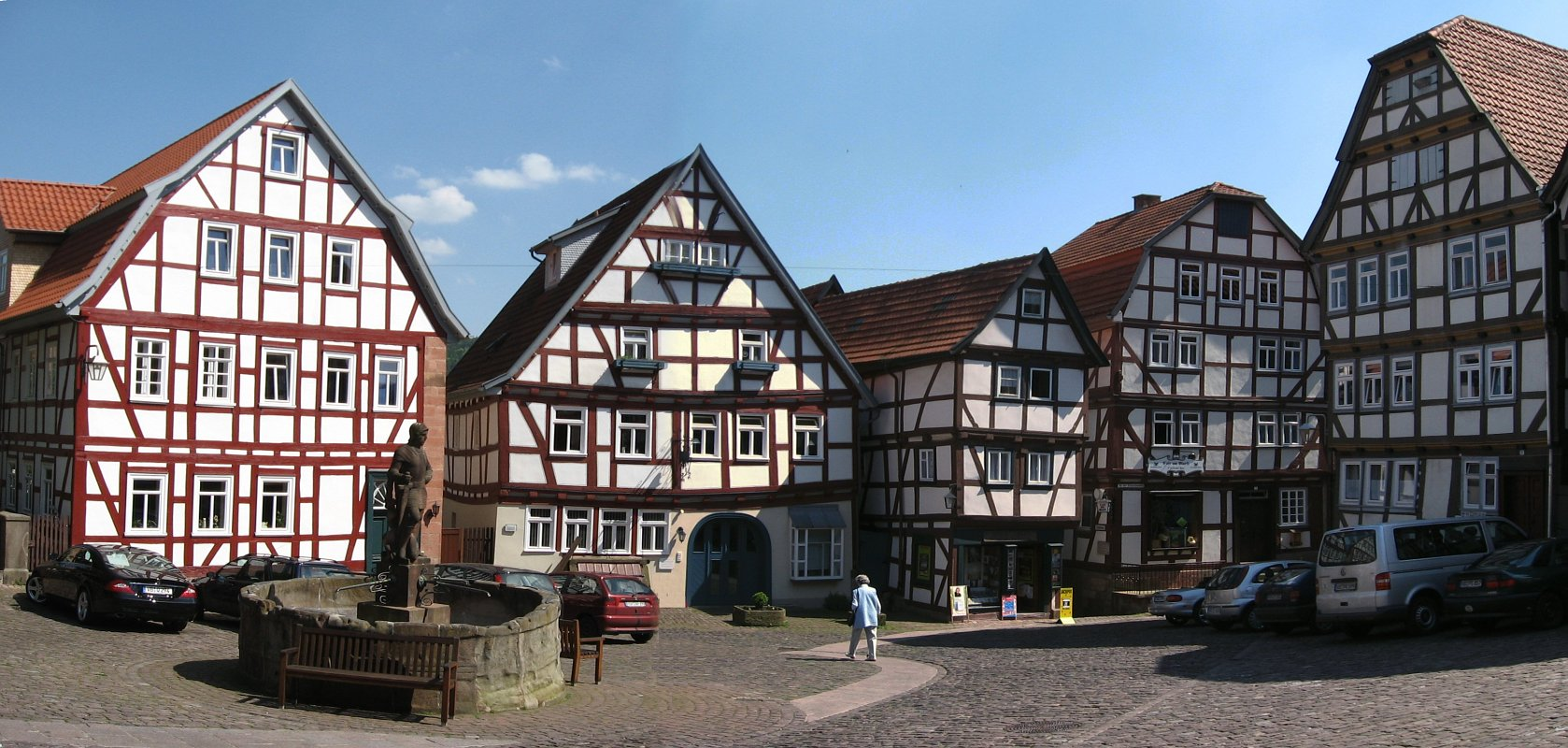
Markt von Schlitz
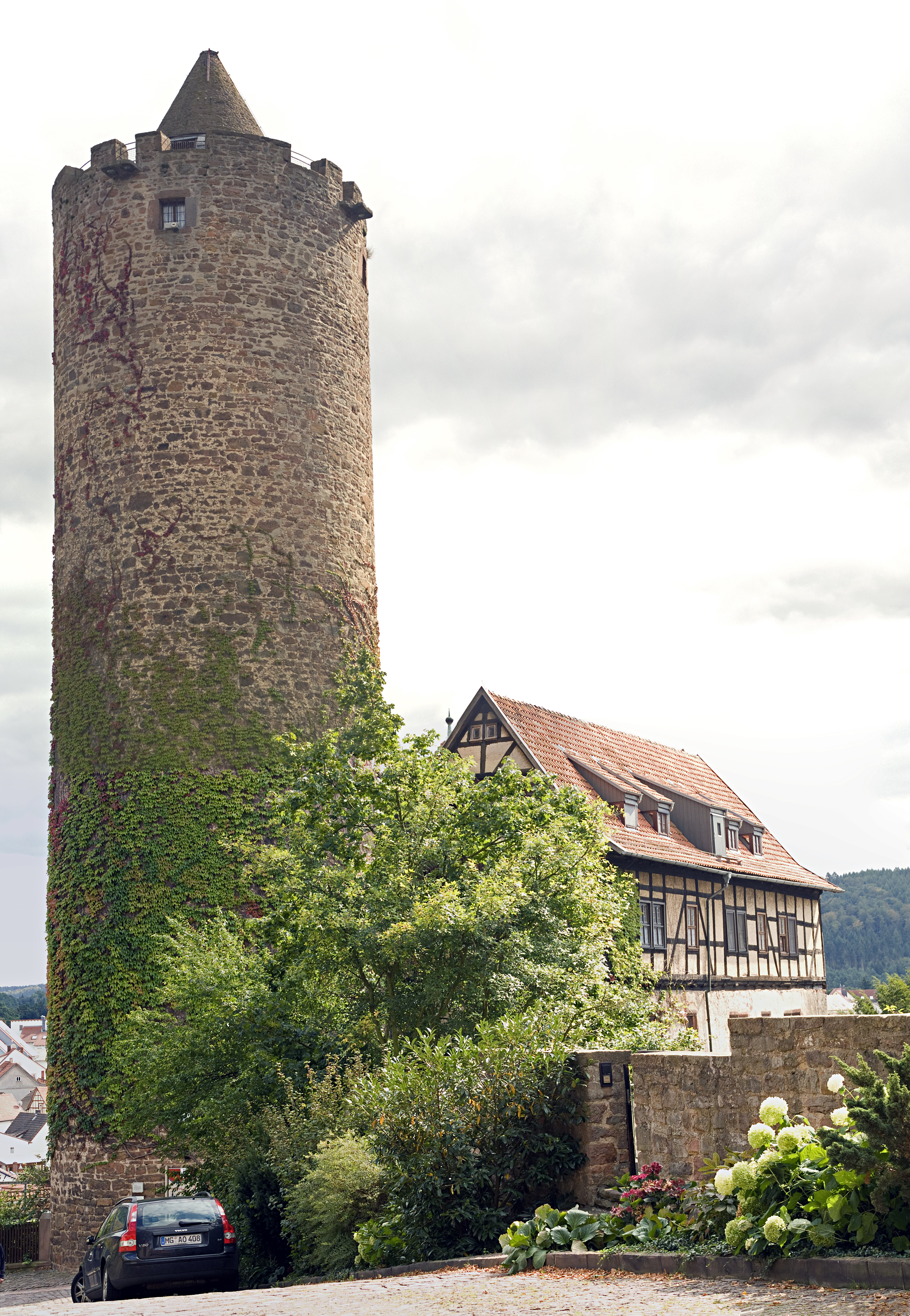
Hinterturm in Schlitz
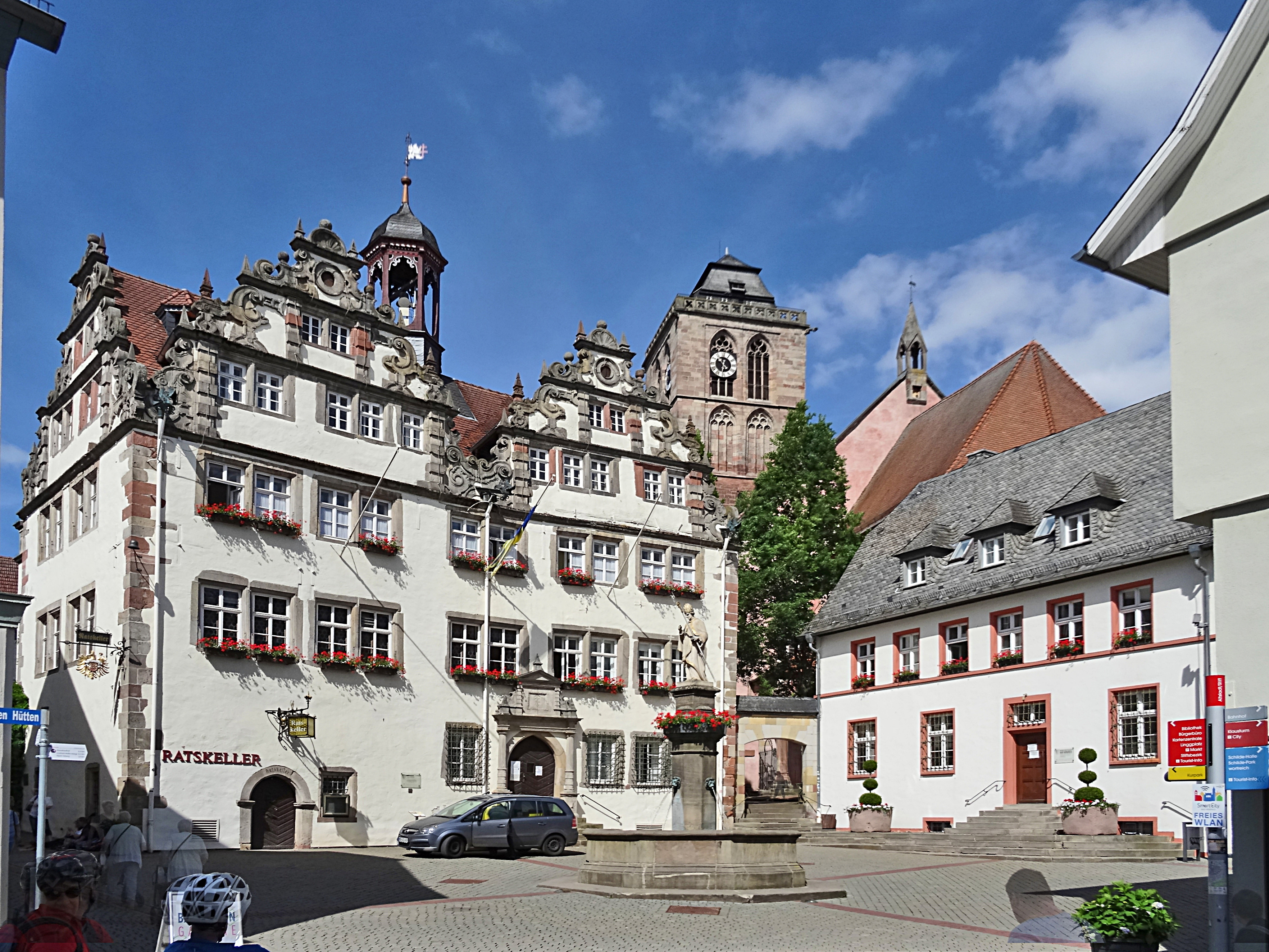
Altstadt Bad Hersfeld
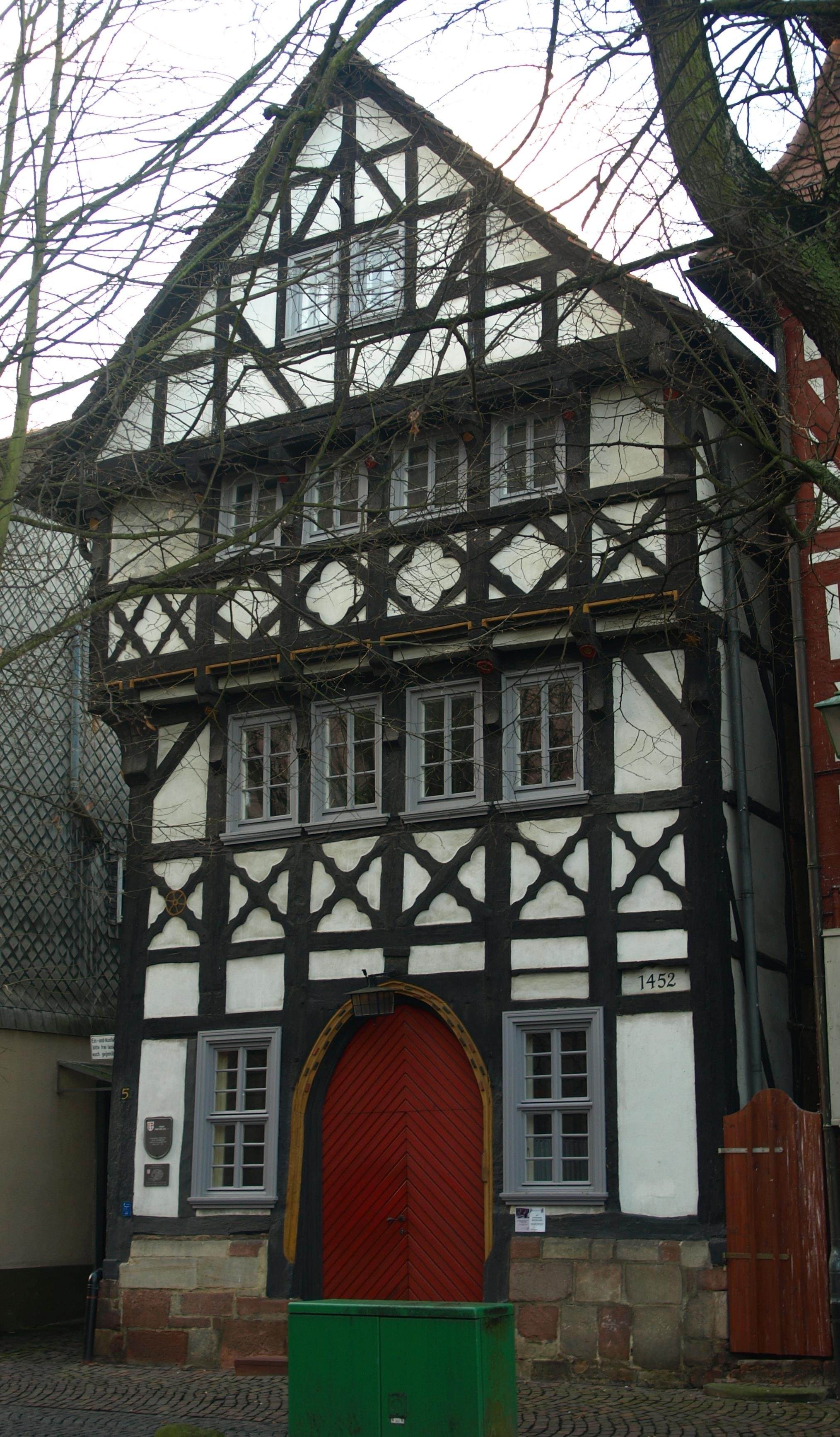
Ältestes Fachwerkhaus von 1452 in Bad Hersfeld
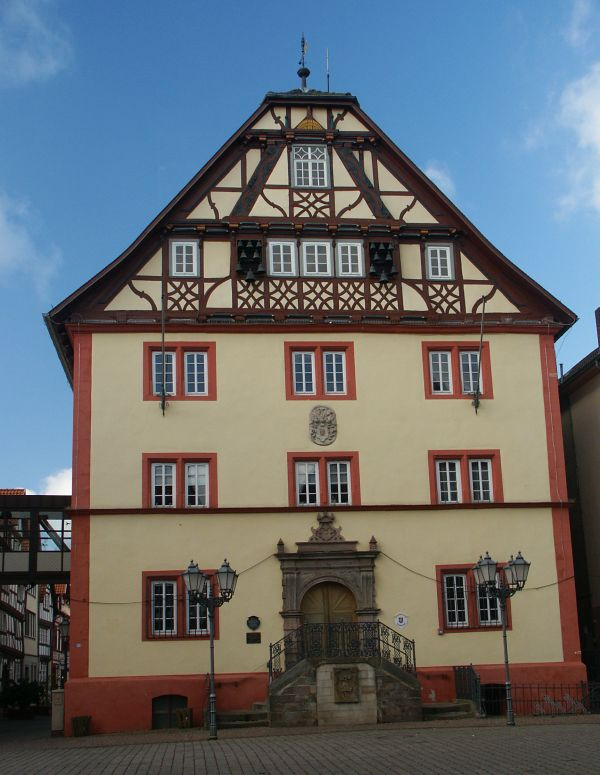
Rathaus von Rotenburg
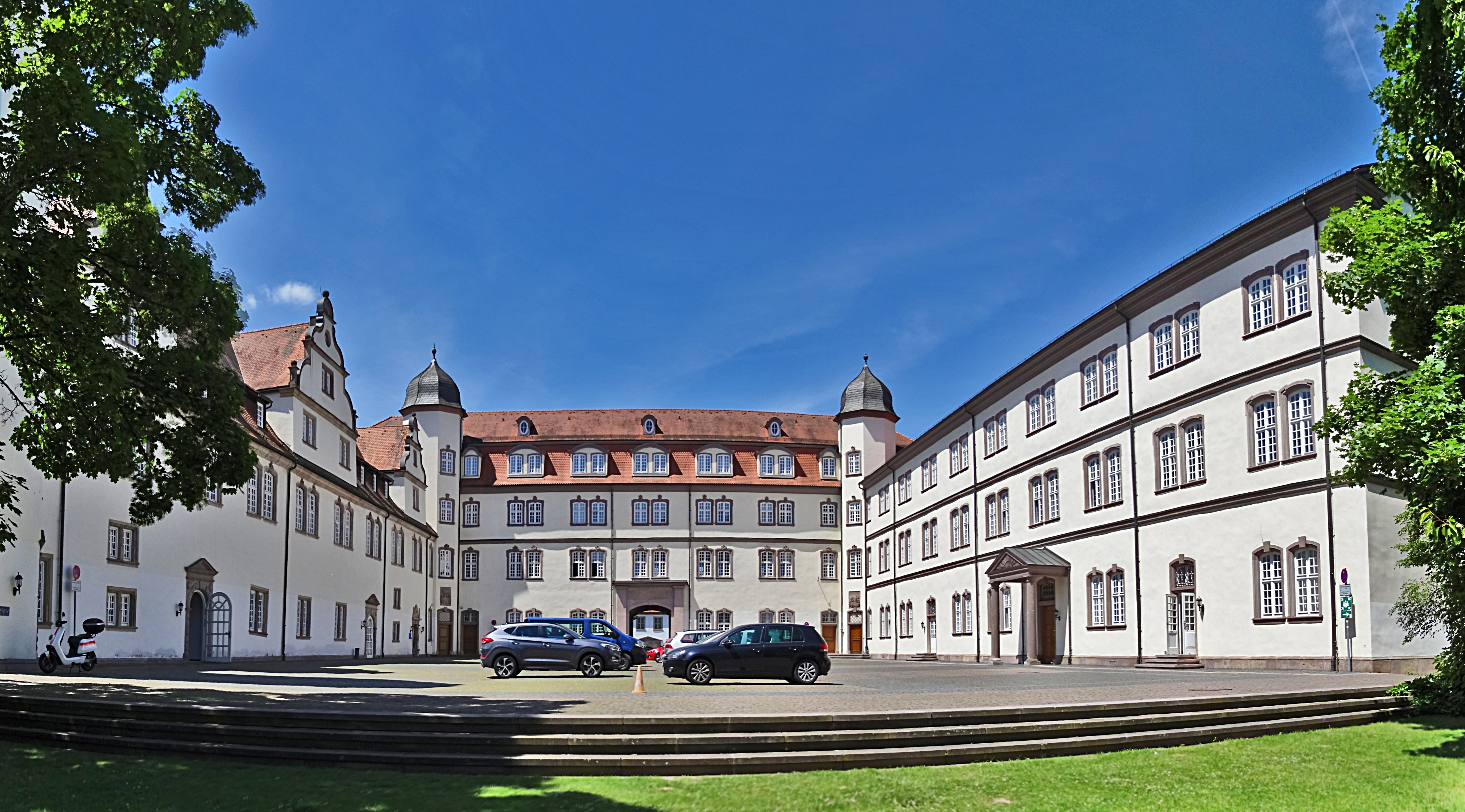
Innenhof von Schloss Rotenburg
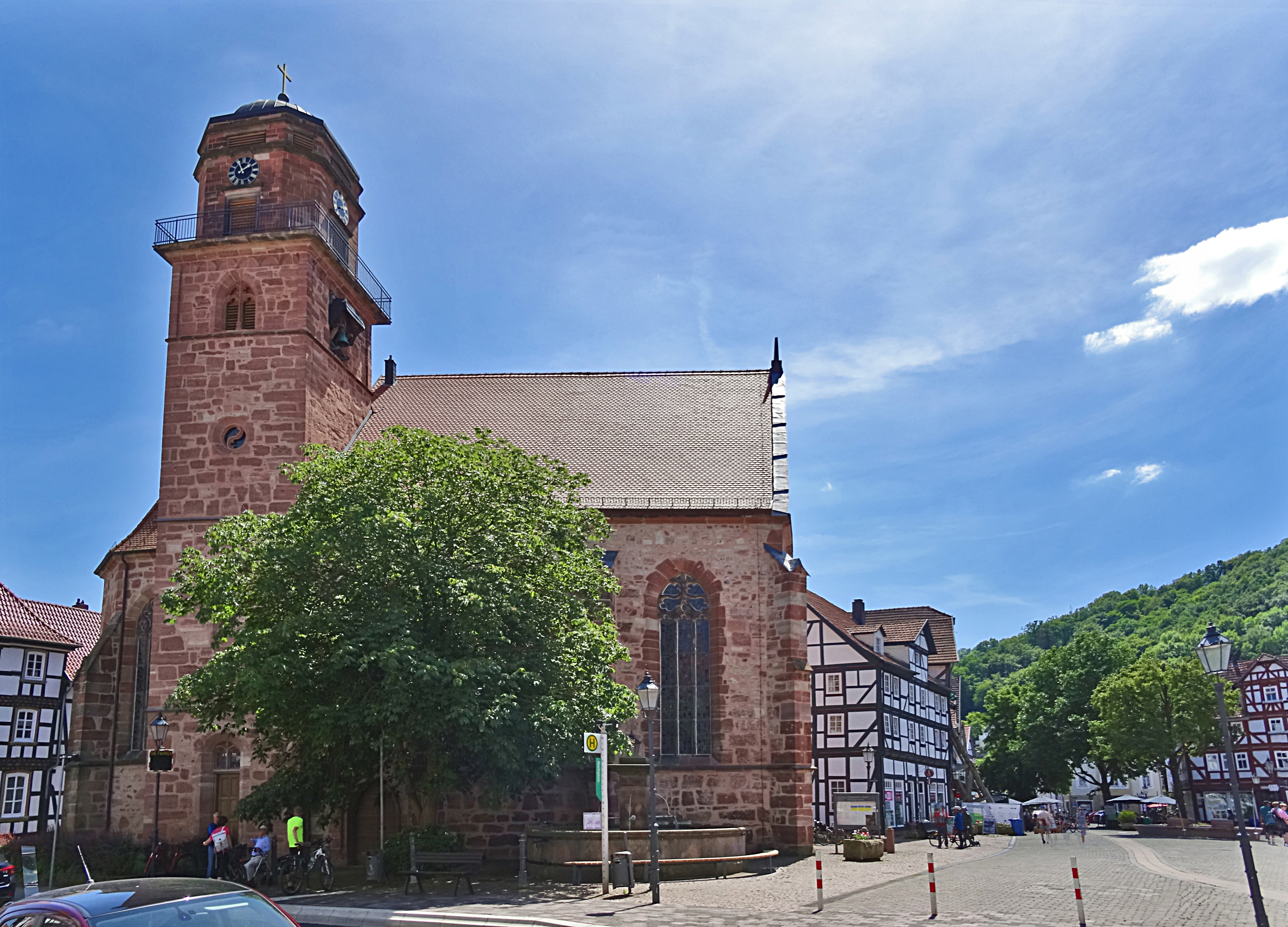
Jakobikirche in Rotenburg
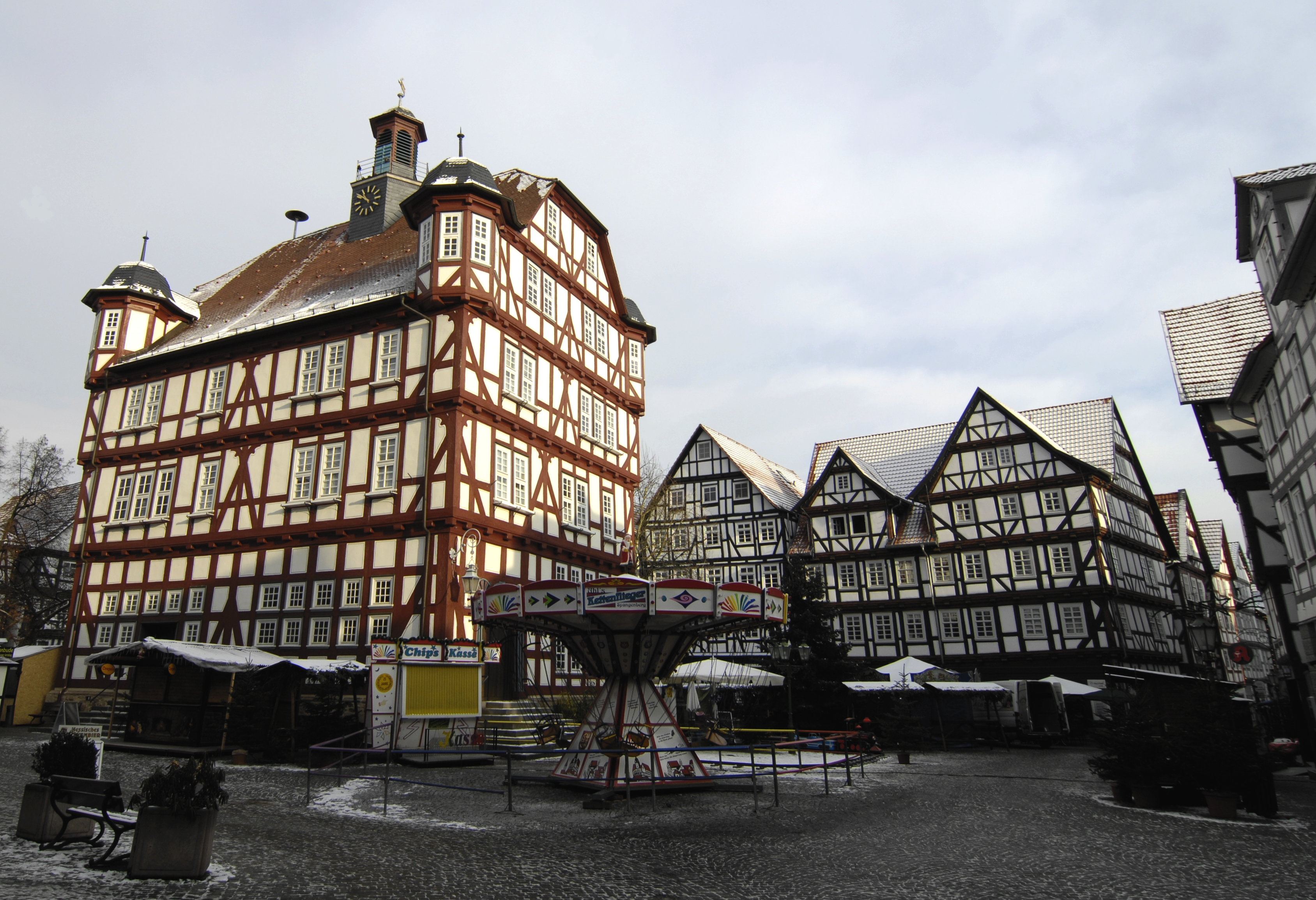
Rathaus in Melsungen
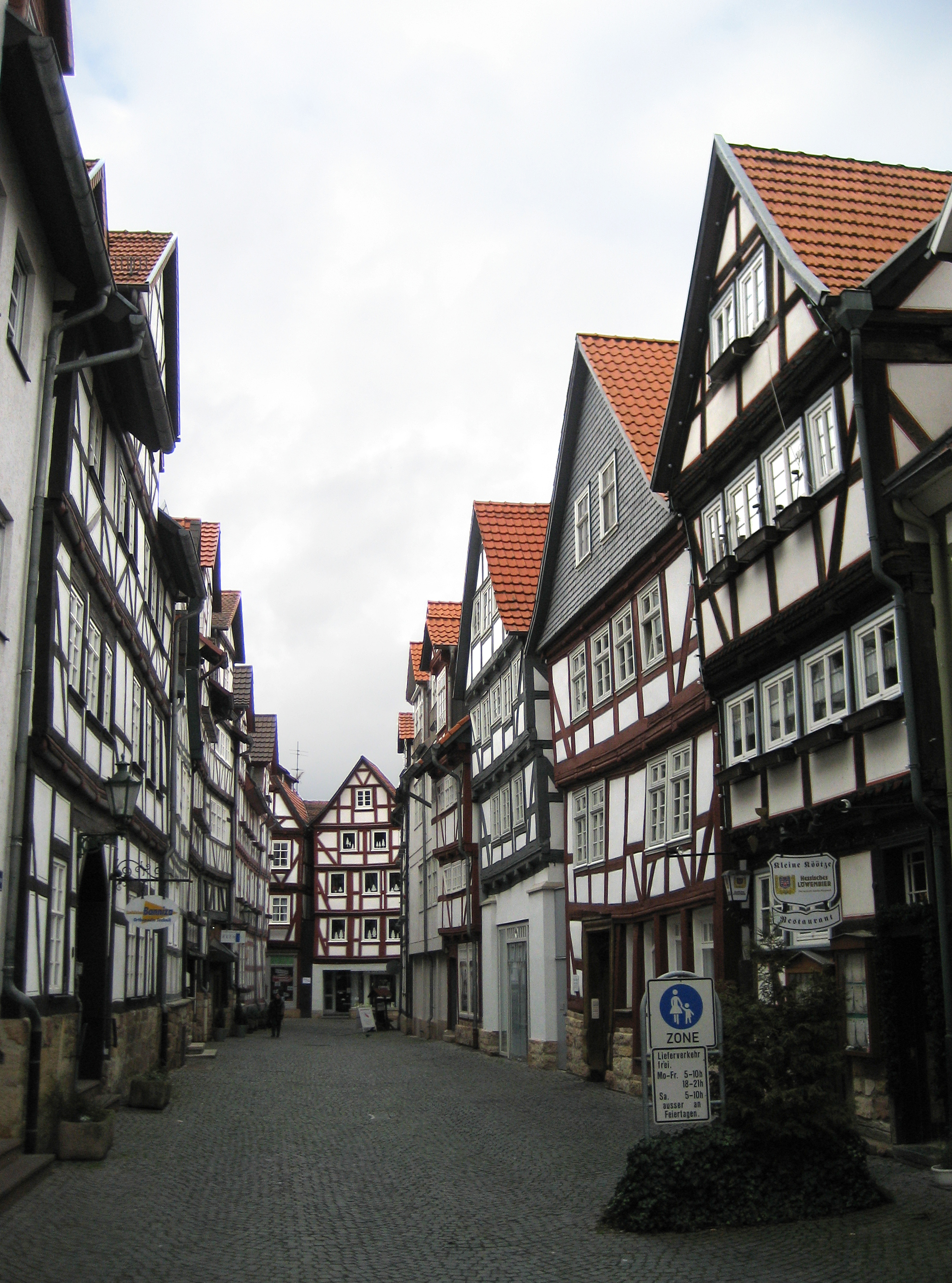
Typisches Fachwerk in Melsungen
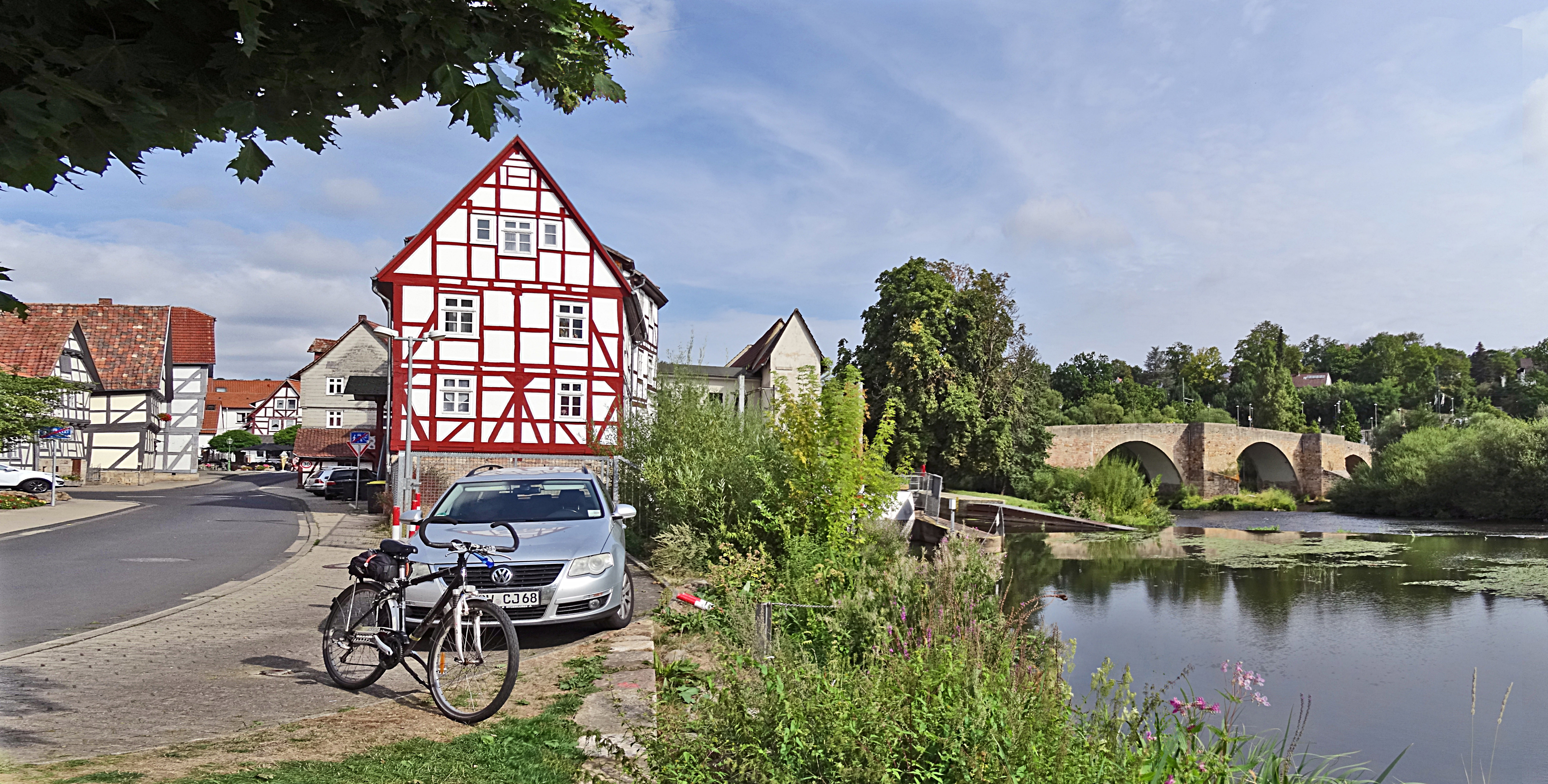
Bartenwetzerbrücke in Melsungen
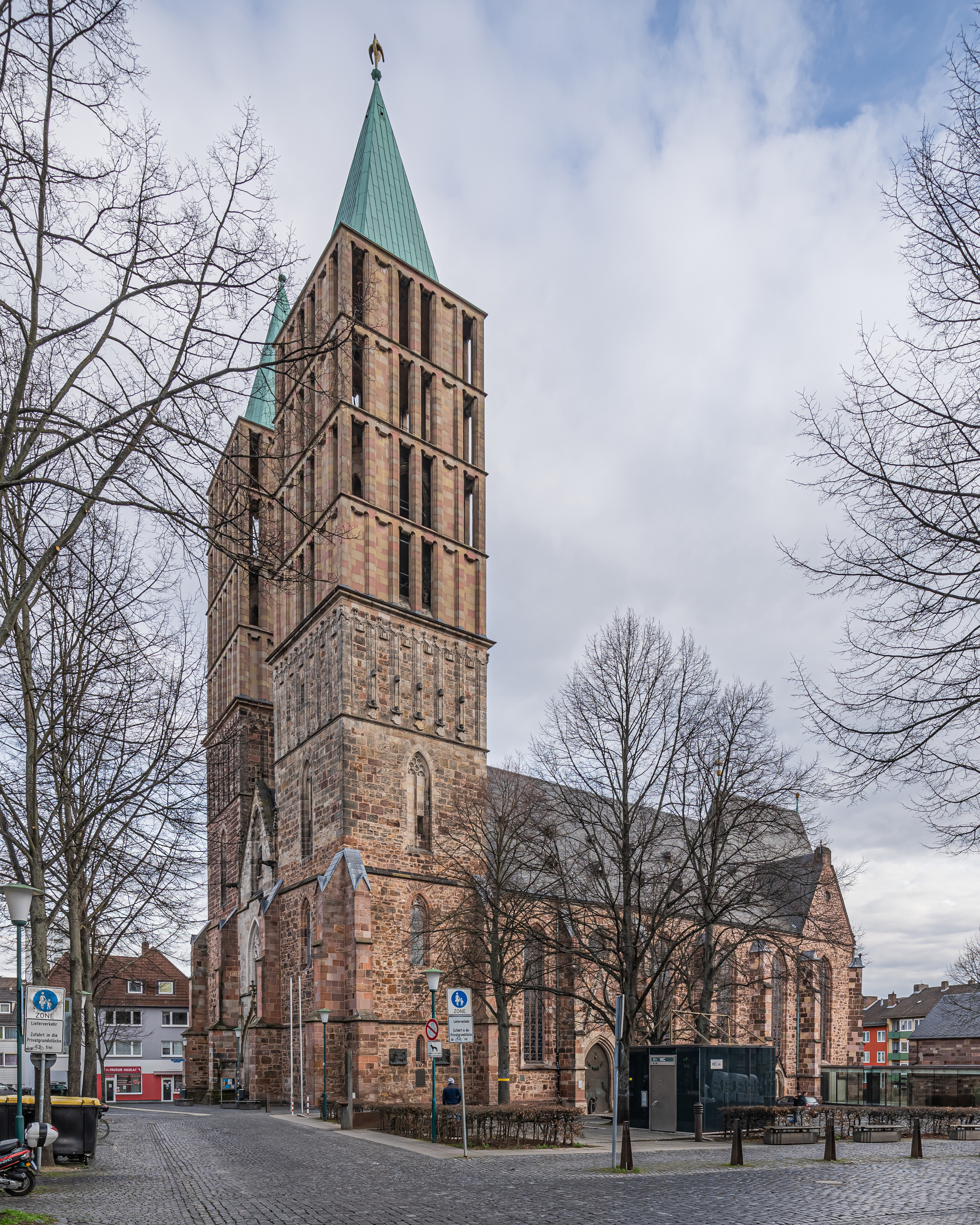
Martinskirche in Kassel
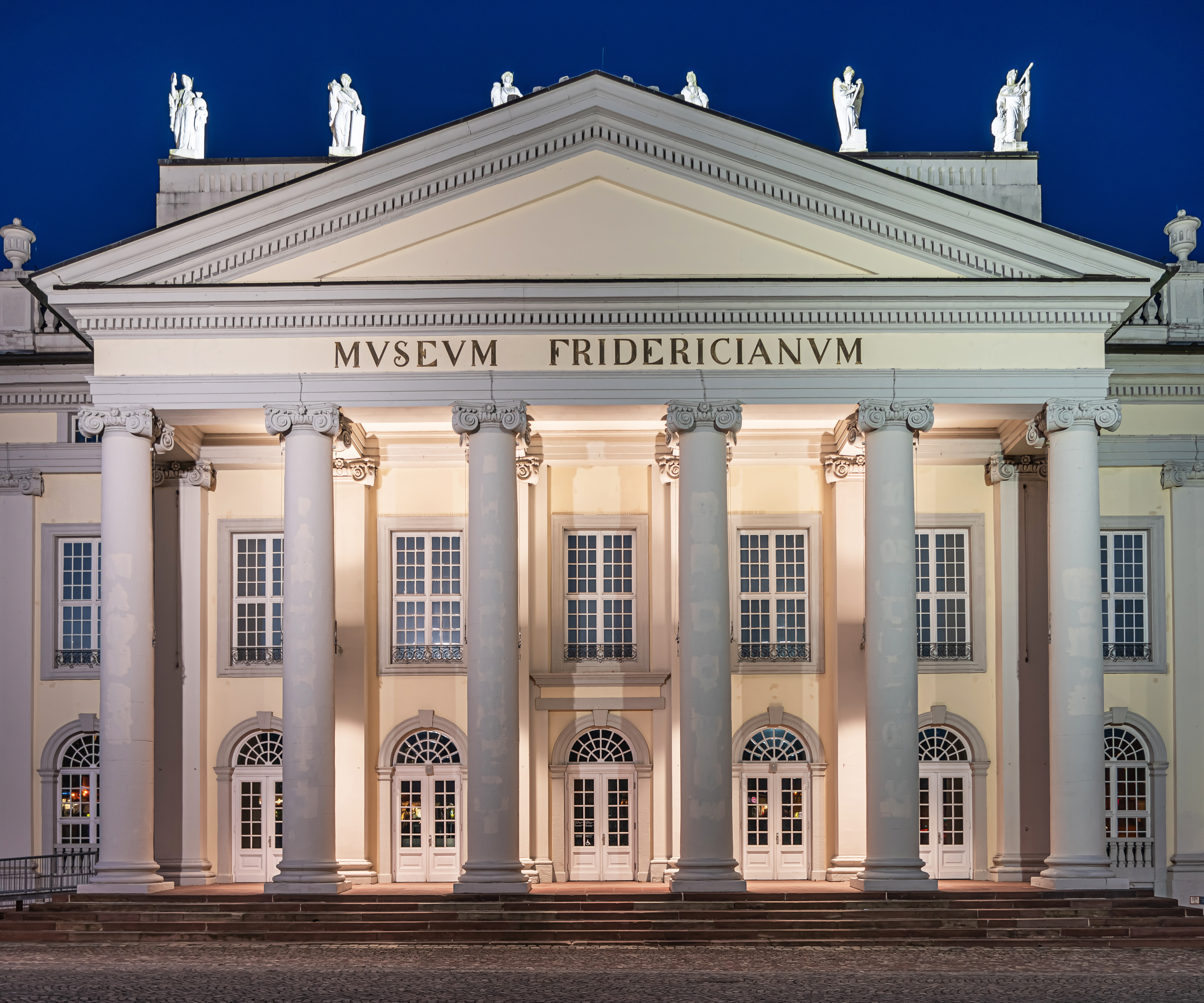
Museum Fridericianum in Kassel
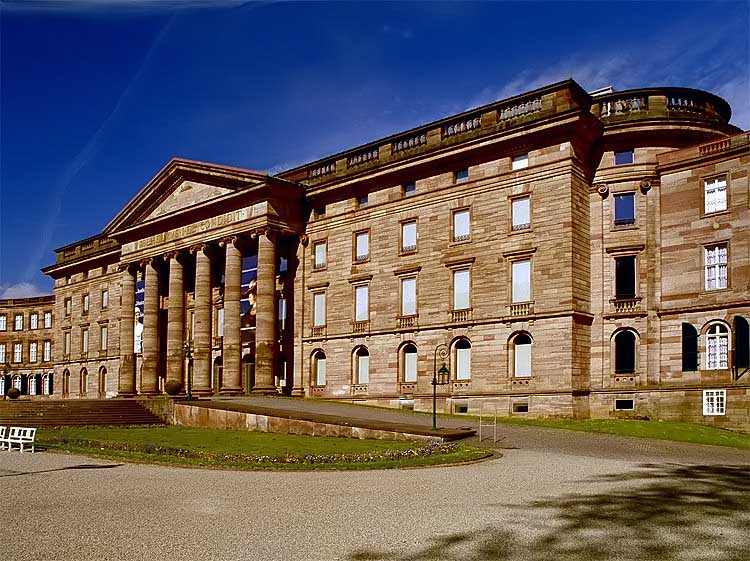
Schloss Wilhelmshöhe
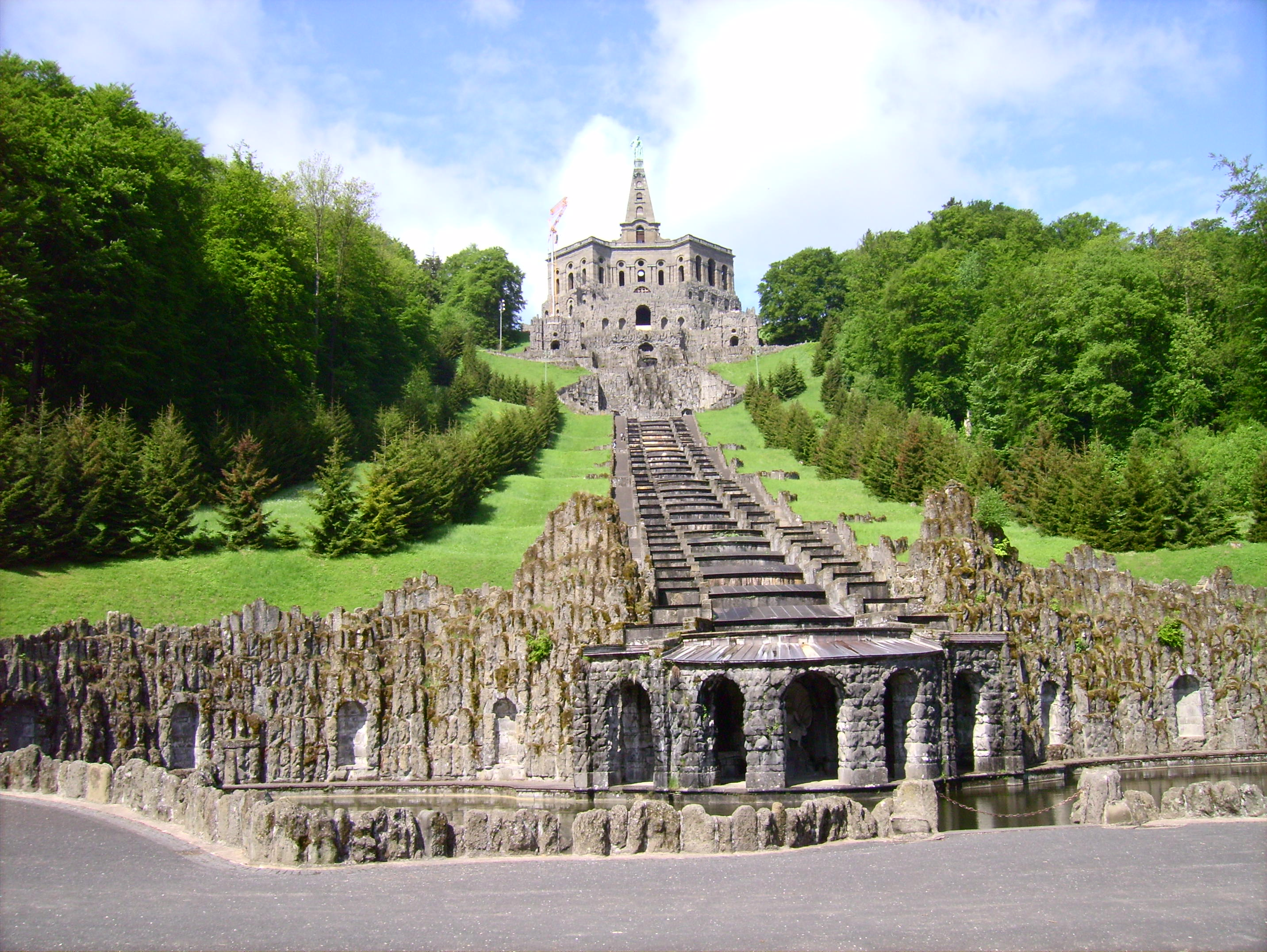
Kaskaden im Park Wilhelmshöhe
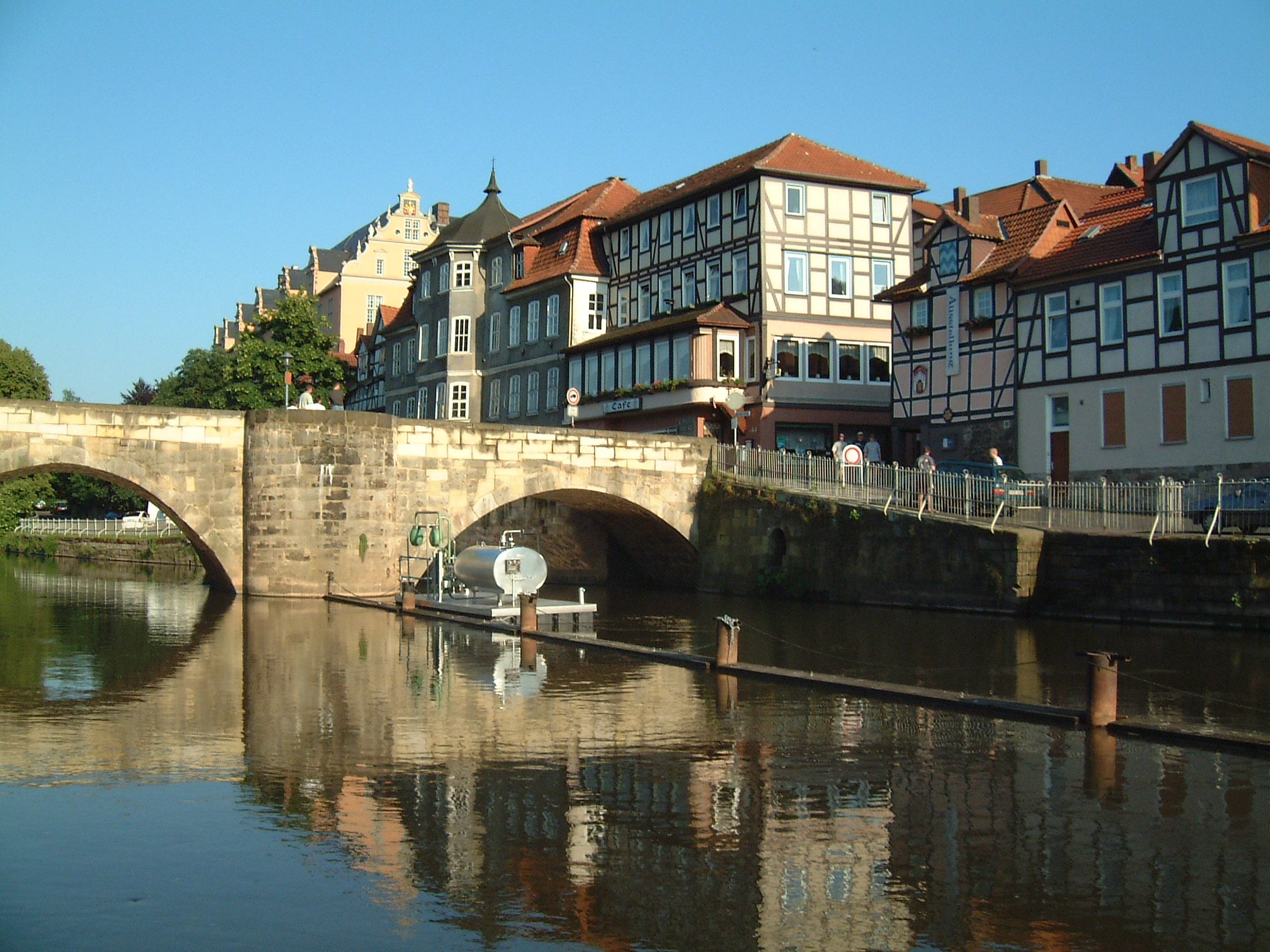
Alte Werrabrücke in Hann. Münden
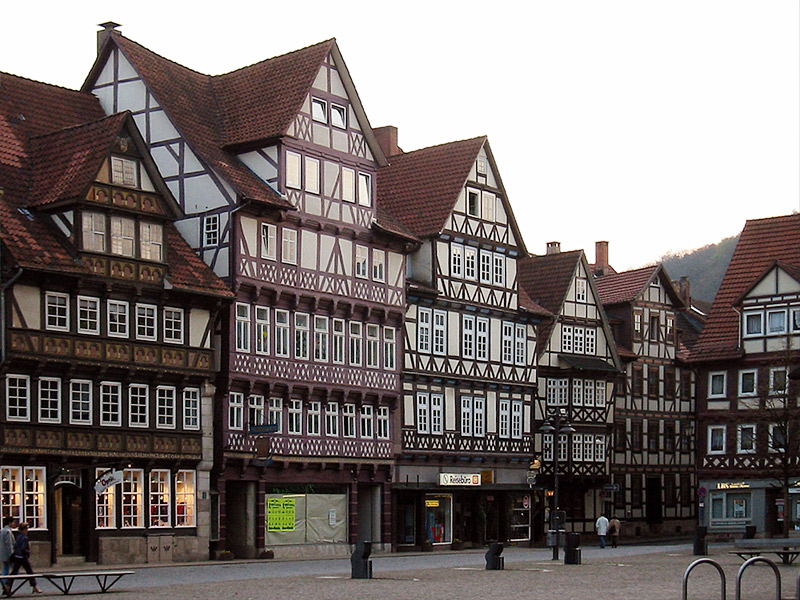
Fachwerkensemble in Hann. Münden
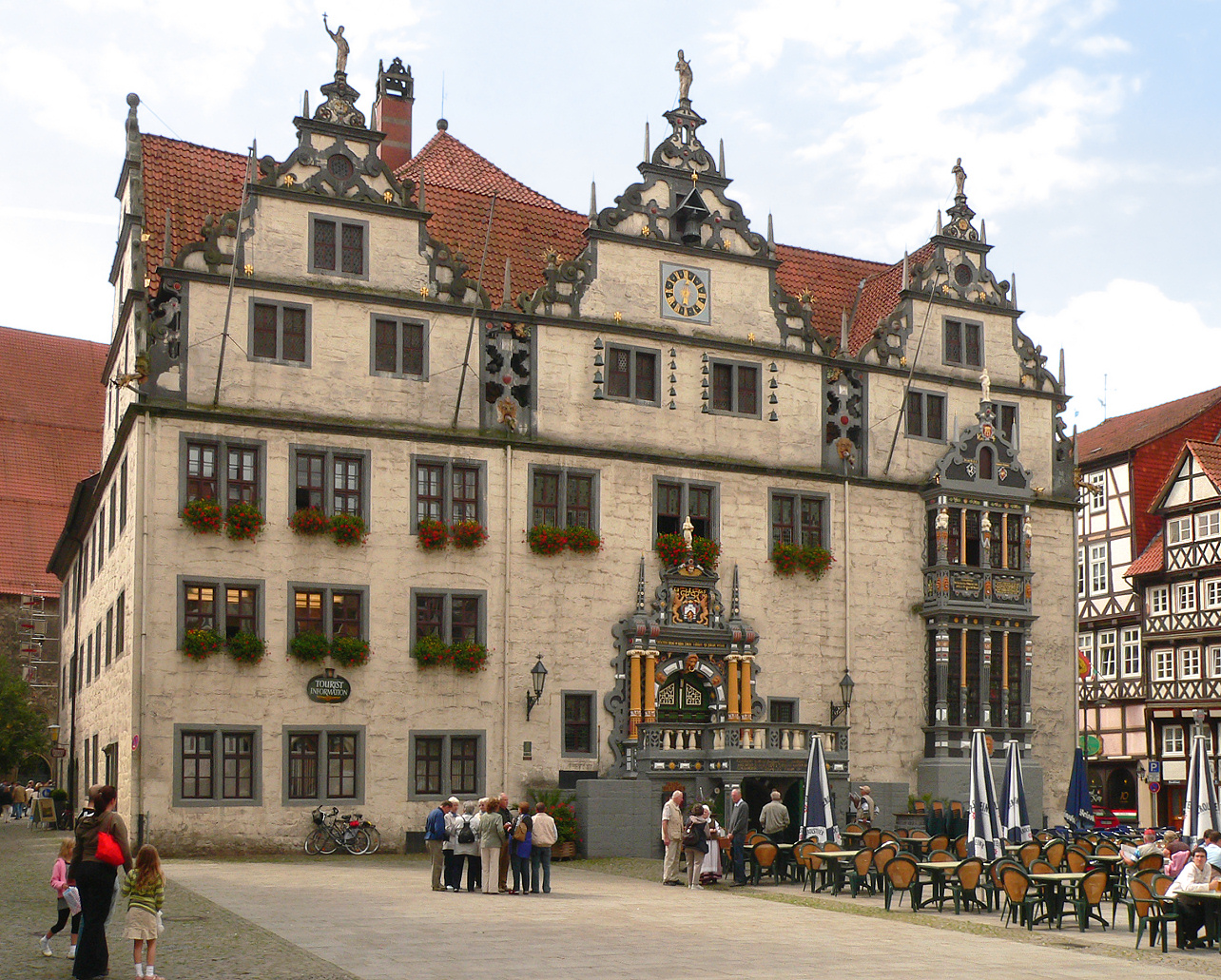
Rathaus Münden in Hann. Münden im Stil der Weserrenaissance
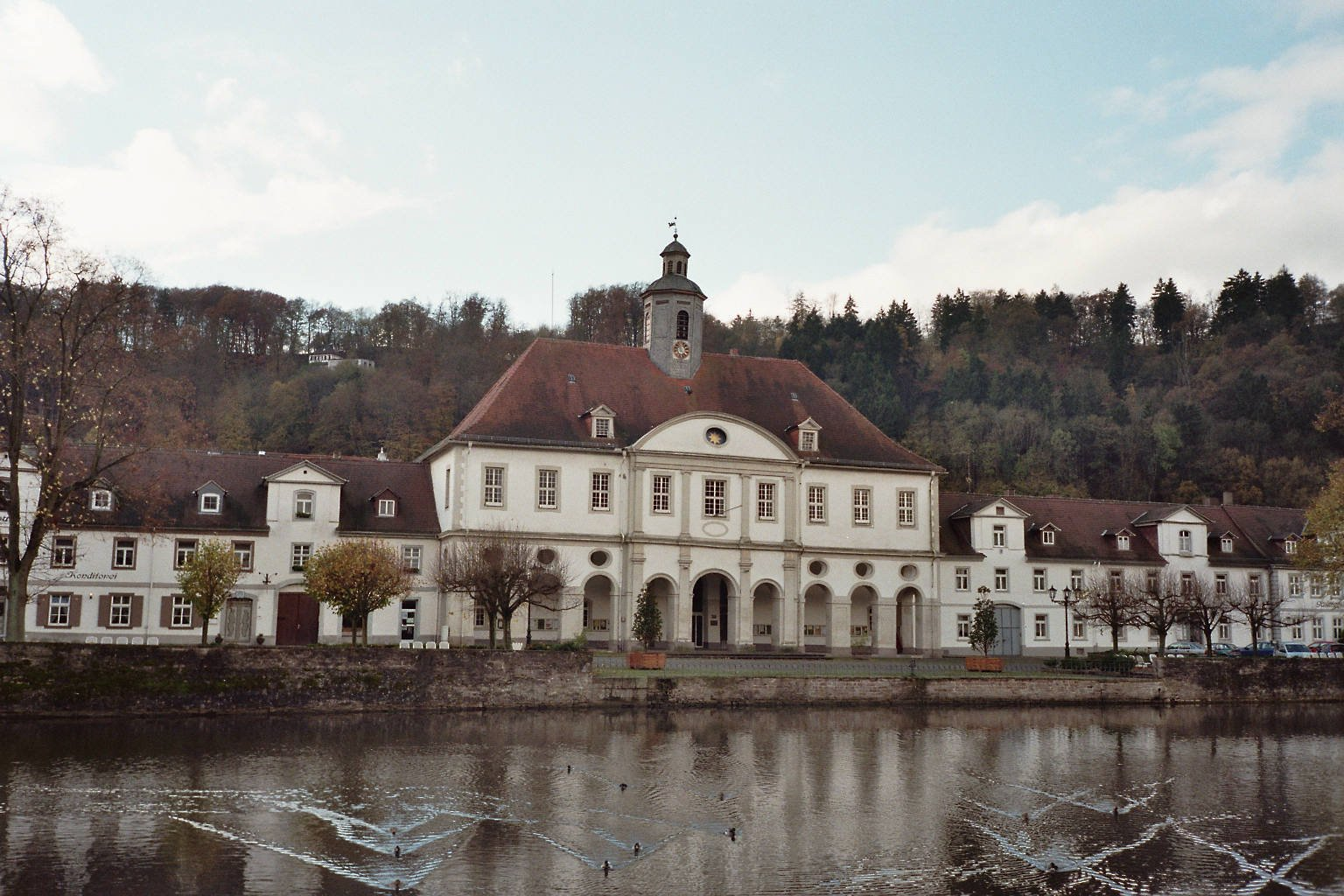
Ehemaliges Packhaus in Bad Karlshafen

- Der Stadt Gersfeld ist anerkannter Luftkurort und Kneipp-Heilbad sowie Ausgangspunkt von Wanderungen durch das Biosphärenreservat Rhön. Der Haderwald im Süden ist größtenteils gesperrt, da hier der Nordteil vom Truppenübungsplatz Wildflecken liegt. Die Stadt bietet
  - den historischen Marktplatz mit Fachwerkgebäuden,
  - das Barockschloss von 1740 mit Schlosspark und
  - den Wildpark Gersfeld, der ganzjährig geöffnet hat und auf der weitläufigen Anlage von 50 Hektar etwa 150 Tiere aus 25 Arten hält.

- In der Gemeinde Eichenzell kann ein Abstecher zum Schloss Fasanerie Adolphseck gemacht werden. Das Schloss, einstmals fürstbischöfliche und später kurfürstlich-hessische Sommerresidenz wurde in den Jahren 1730 bis 1757 erbaut. Die Barockanlage, die sich der Fuldaer Fürstbischof Amand von Buseck schuf, spiegelt dessen Macht und Prachtliebe wider. Architekt war der in fürstbischöflichen Diensten stehende italienische Hofbaumeister Andreas Gallasini. Das Schloss und die in Europa einmalige Porzellansammlung können besichtigt werden, in den Sommermonaten finden täglich außer montags Führungen statt.

- Fulda war Sitz des Klosters Fulda, ist Barock- und Bischofsstadt mit Bischofssitz des gleichnamigen Bistums. Wahrzeichen der Stadt ist der Dom St. Salvator. Die Stadt bietet eine ganze Reihe von Sehenswürdigkeiten. Unter anderen:
  - Das Vonderau Museum ist nach dem Heimatforscher Prof. Joseph Vonderau benannt. Hier befinden sich zahlreiche Fundstücke aus vorgeschichtlicher Zeit, des Weiteren auch Stücke aus der keltischen Besiedlung des Fuldaer Raumes. Bestandteil des Museums ist ein Planetarium.
  - Das Deutsche Feuerwehr-Museum in Fulda-Neuenberg zeigt auf 1.600 m² Ausstellungsfläche die Geschichte des deutschen Feuerlöschwesens.
  - Neben dem Dom St. Salvator viele weiter Kirchen. Beispielsweise die Stadtpfarrkirche St. Blasius, die Heilig-Geist-Kirche und die Severikirche.
  - Das Stadtschloss mit Park und Orangerie
  - Barocke Gebäude sind das Paulustor, das Alte Rathaus, die Alte Universität und der Adelspalast.

- Die Stadt Schlitz wurde 812 erstmals urkundlich erwähnt. Durch ihre fünf Burgen ist sie über Hessen hinaus bekannt und wird auch als „Romantische Burgenstadt Schlitz“ bezeichnet. Eine Besonderheit bildet der sog. Burgenring – der Innenstadtbereich der Stadt Schlitz, der auf einem Hügel liegend, mit seiner Ansammlung von Burgen, Türmen, Herrenhäusern, der Stadtkirche und vielen Fachwerkhäusern ein gut erhaltenes, geschlossenes historisches Ensemble darstellt. Sehenswert sind unter anderem
  - die Ev. Stadtkirche (ehem. St. Margarethen), wurde 812 als dreischiffige, romanische Säulenbasilika geweiht,
  - der Marktplatz mit seinen Fachwerkhäusern.
  - Der Hinterturm kann per Aufzug „erklommen“ werden und ermöglicht einen Blick auf die gesamte Altstadt. In der Adventszeit wird er in die größte „Kerze“ der Welt verwandelt. Dabei wird er in ein rotes seidenes Tuch gehüllt und erhält eine Kerzenspitze aus mehreren hundert Glühbirnen.
  - Burg Seeburg (beim Stadtteil Hartershausen).
  - Schloss Hallenburg war die Residenz der Grafen von Schlitz und ging aus einem Hofgut hervor. Das spätbarocke Schloss wurde in den Jahren 1706–1712 gebaut. 1954 schenkte die gräfliche Familie das Schloss mit Schlosspark der Stadt Schlitz.

- Die Festspiel- und Kurstadt Bad Hersfeld ist überregional vor allem durch ihre seit 1951 alljährlich stattfindenden Festspiele bekannt. Diese werden in der Stiftsruine abgehalten, welche als die größte romanische Kirchenruine Europas gilt. In der Altstadt gibt es 216 denkmalgeschützte Gebäude. An der westlichen Seite der Altstadt befindet sich die Ruine der Stiftskirche. Im Klosterbezirk steht auch der Katharinenturm, in dem die Lullusglocke hängt, die älteste datierte Glocke Deutschlands. Im Zentrum der Altstadt steht die gotische Stadtkirche, ihr Kirchturm aus dem 14. Jahrhundert ist das Wahrzeichen der Stadt. Der Marktplatz wird gesäumt von Patrizierhäusern aus gotischer Zeit (unter anderem die alte Münze). Sie wurden in der Zeit der Renaissance umgebaut und zeugen mit ihren Giebeln wie die gegenüberliegenden Fachwerkhäuser von der letzten Baublüte des Hersfelder Klosters.

- Die Fachwerkstadt Rotenburg an der Fulda liegt südlich des Stölzinger Gebirges im engsten Bereich des Fuldatals. Zwei Brücken („Alte Fuldabrücke“ und „Brücke der Städtepartnerschaften“) verbinden die Altstadt mit der Neustadt. Die bedeutendsten Sehenswürdigkeiten der Stadt sind:
  - Das Schloss Rotenburg im Stil der Renaissance, in den Jahren 1570 bis 1607 neu gebaut, um das Jahr 1790 umgebaut, einschließlich erhaltener Nebengebäude und der Schlosspark, seit 1953 Landesfinanzschule Hessen.
  - Das in den Jahren 1597 bis 1598 anstelle eines älteren Baus errichtete dreigeschossige Rathaus. Es wurde im Dreißigjährigen Krieg, im sogenannten „Kroatenjahr“ 1637 fast vollständig niedergebrannt. Danach wurde der Fachwerkgiebel erbaut. Das Portal mit dem Kleeblattwappen aus der Renaissance ist erhalten geblieben (datiert auf 1598) und zeigt sich bis heute mit einer zweiläufigen barocken Treppe.
  - Die nach dem Schutzpatron der Stadt benannte Pfarrkirche St. Jakobi.
  - Die evangelische Pfarrkirche (ehemalige Stiftskirche „St. Elisabeth und Marien“) in der Neustadt, wurde ab 1371 (Inschrift am südlichen Turm) anstelle des Elisabeth-Hospitals erbaut.
  - Auf dem Berg Alter Turm verstecken sich im Wald die Ruinen der Burg Rodenberg (etwa 1150 von den Thüringer Landgrafen erbaut);
  - Nah bei der Brücke über den Fuldafluss befindet sich eine historische Wehranlage mit Schleuse aus dem 16. und 17. Jahrhundert.
  - Im Bereich der Altstadt sind Teile der mittelalterlichen Stadtmauer aus dem 12. und dem 13. Jh. mit zwei Rundtürmen erhalten.
  - Im Bereich der Kernstadt interessante Stein- und Fachwerkbauten mit Zwerchbau und einigen noch erhaltenen historischen Gartenhäuschen.

- Die Fachwerkstadt Melsungen am linken Ufer der Fulda ist eine im Kern mittelalterliche Kleinstadt. Ihre bedeutendsten Sehenswürdigkeiten sind:
  - das geschlossene Fachwerkensemble im Altstadtbereich;
  - das Rathaus von 1556, mit dem Bartenwetzer im Rathausturm;
  - das Schloss Melsungen, erbaut von 1550 bis 1557 unter Landgraf Philipp, mit Schlossgarten
  - der historische Marktplatz;
  - die von 1595 bis 1596 erbaute Bartenwetzerbrücke über die Fulda;
  - die von 1415 bis 1425 erbaute gotische Stadtkirche;
  - die Hospitalskapelle St. Georg;
  - das älteste Gasthaus der Stadt, die von 1756 erbaute „Zur Traube“.

- Die Stadt Kassel war von 1277 bis 1866 die Hauptstadt Hessens. Bis heute zeugen die Residenzen und Schlösser davon, darunter das Schloss Wilhelmshöhe im Bergpark. Mit der documenta beherbergt die Stadt alle vier bis fünf Jahre die weltweit bedeutendste Ausstellung für zeitgenössische Kunst. Aus diesem Grund trägt Kassel seit März 1999 die amtliche Zusatzbezeichnung „documenta-Stadt“. Wenngleich aufgrund der Kriegszerstörung und der Nachkriegs-Stadtplanung kein geschlossenes historisches Stadtbild mehr existiert, so hat die Stadt aufgrund der Bedeutung als ehemalige Residenzstadt zahlreiche historische Gebäude vieler Epochen, die auch städtebauliche Dominanten sind, darunter:
  - Die evangelische Brüderkirche ist das älteste Kirchengebäude der Stadt. In der Innenstadt befinden sich weitere historische Baudenkmäler: Renthof mit Rondell, Martinskirche mit markanten Türmen aus der frühen Nachkriegszeit, Ottoneum, Marstall, Ruine des Zeughauses, Karlshospital, Druselturm, Ruine der Garnisonkirche, vereinfacht wiederaufgebaute Karlskirche, Fridericianum mit Zwehrenturm (zeitweilig als Sternwarte genutzt), Altan des ehemaligen Roten Palais, Kirchturm der alten Lutherkirche mit modernem Beton-Neubau und umgebenden Grabdenkmälern des Altstädter Friedhofs. → Hauptartikel: Baudenkmäler der Stadt Kassel
  - Die Stadt Kassel verfügt über bedeutende Museen und Galerien. Grundlage der heutigen Museumslandschaft in Kassel waren die Sammlungen der Landgrafen und Kurfürsten von Hessen-Kassel der Staatlichen Museen und Schlösser und Gärten. Das Fridericianum, am heutigen Friedrichsplatz, gilt als der erste öffentliche Museumsbau auf dem europäischen Kontinent. → Hauptartikel: Museen in Kassel
  - Mit dem Bergpark Wilhelmshöhe und der Karlsaue ist Kassel mit zwei Parks im European Garden Heritage Network vertreten. Darüber hinaus ist in den letzten Jahren die Bedeutung der Fuldaaue als Naherholungsgebiet gewachsen. Der Bergpark Wilhelmshöhe, der sich im westlichen Stadtgebiet Kassels im Habichtswald befindet, ist eine Parkanlage von Weltgeltung und besonderer Schönheit. Darin befinden sich das Schloss Wilhelmshöhe, die Löwenburg (Kassel) und der Herkules, das Wahrzeichen der Stadt. In der Kasseler Fulda-Niederung befinden sich die Karlsaue und die Fuldaaue. Gemeinsam bilden diese beiden benachbarten Parks eine der größten innerstädtischen Parkanlagen und eines der weitläufigsten Naherholungsgebiete Deutschlands, in dem 1955 (Karlsaue) und 1981 (Karls- und Fuldaaue) jeweils eine Bundesgartenschau stattfand.

- In Hann. Münden befindet sich der Zusammenfluss von Werra und Fulda zur Weser. Daher wird die Stadt auch „Drei-Flüsse-Stadt“ genannt. Sie erhielt bereits eine Reihe von Auszeichnungen für ihr Stadtbild, etwa die Goldmedaille im Bundeswettbewerb Stadtgestalt und Denkmalschutz im Städtebau. Innerhalb des Gesamtensembles der historischen Altstadt und in dessen Umgebung sind als besondere Bauwerke und Sehenswürdigkeiten hervorzuheben:
  - Die Historische Altstadt ist reich an restaurierten Fachwerkhäusern (über 700 im historischen Stadtkern) und kann mittelalterliche Kirchen (St. Blasius, St. Ägidien) vorweisen. Auch eindrucksvolle Bauten der so genannten Weserrenaissance bereichern das Bild der Stadt. Zu nennen sind insbesondere das Welfenschloss und das historische Rathaus.
  - Die St.-Blasius-Kirche ist eine dreischiffige gotische Hallenkirche im Zentrum der Altstadt. Der Baubeginn war Ende des 13. Jahrhunderts, errichtet wurde sie auf den Grundmauern einer romanischen Basilika.
  - Der Historische Packhof an der Spitze der Schlagden, die dem Umschlag von Waren auf den Schifffahrtswegen Weser, Werra und Fulda dienten, befinden sich zwei Packhofgebäude. Der Packhof an der Wanfrieder Schlagd ist ein klassizistisches Gebäude, das 1839/1840 errichtet wurde.
  - Der Weserstein auf der Spitze des Tanzwerders, am Zusammenfluss von Werra und Fulda, befindet sich der als Weserstein bezeichnete und mit einem Gedicht versehene Findling.

- Die Stadt Karlshafen ist die letzte Station des R1. Die barocke Stadtanlage mit symmetrisch angelegten Straßenzügen ist in weiten Teilen eindrucksvoll erhalten. Als Hauptbau macht sich, direkt am Hafenbecken gelegen, das ehemalige Packhaus (heute Rathaus) mit mächtigem Walmdach und zentralem Dachreiter bemerkbar; es wurde 1715 bis 1718 erbaut und diente zugleich dem Landgrafen bei Besuchen als repräsentative Unterkunft.